# Peinture américaine
La peinture américaine est l'un des arts développés aux États-Unis par les premiers colons et leurs successeurs, à partir du XVIIe siècle. À l'époque moderne, les artistes européens franchissent l'Atlantique et créent les premiers tableaux sur le sol des Treize colonies. Les œuvres du Vieux Continent restent des modèles jusqu'au début du XXe siècle : elles rejoignent les collections privées et les musées américains, alors que les peintres américains partent étudier l'art anglais, français, allemand ou italien. La Seconde Guerre mondiale marque un tournant : les États-Unis, première puissance financière, et New York en particulier, deviennent un centre dynamique qui attire les artistes européens.
Les thèmes de la peinture américaine ont suivi l'histoire du pays et l'évolution de sa société : portraits de l'élite coloniale aux XVIIe et XVIIIe siècles, paysages et gens du peuple au XIXe siècle, progrès techniques et vie citadine, réalisme et modernisme des années 1900, puis abstraction des années d'après-guerre.

## Époque coloniale

### Colonies espagnoles

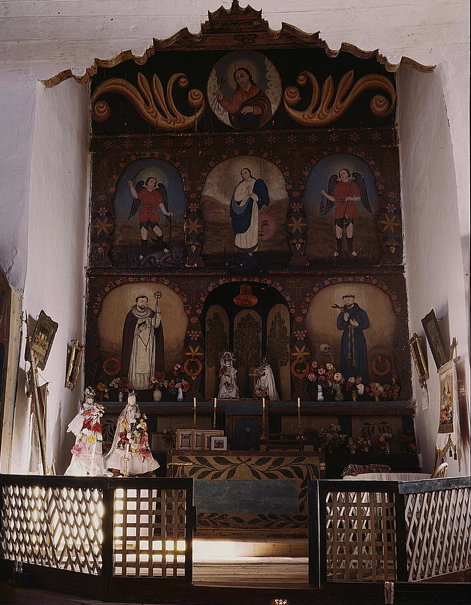
Peinture derrière l'autel de l'église San José de Gracia à, deuxième moitié du XVIIIe siècle

Aux XVIe et XVIIe siècles, les Espagnols conquirent le Sud-Ouest des États-Unis actuels et la Floride. Ils établirent un réseau de missions, d'abord au Nouveau-Mexique puis dans le reste de la Nouvelle-Espagne. Pour réaliser l'objectif d'évangéliser les Amérindiens, ils utilisèrent les arts afin d'impressionner les autochtones. Les églises furent décorées de peintures religieuses baroques : beaucoup ont disparu à la suite des destructions provoquées par la révolte des Pueblos dans la deuxième moitié du XVIIe siècle. Les peintures étaient importées du Mexique ou faites par les moines ou les Amérindiens dans le cadre de la mission. Les Franciscains copièrent le style de Pierre Paul Rubens.

### Les portraits duXVIIesiècle

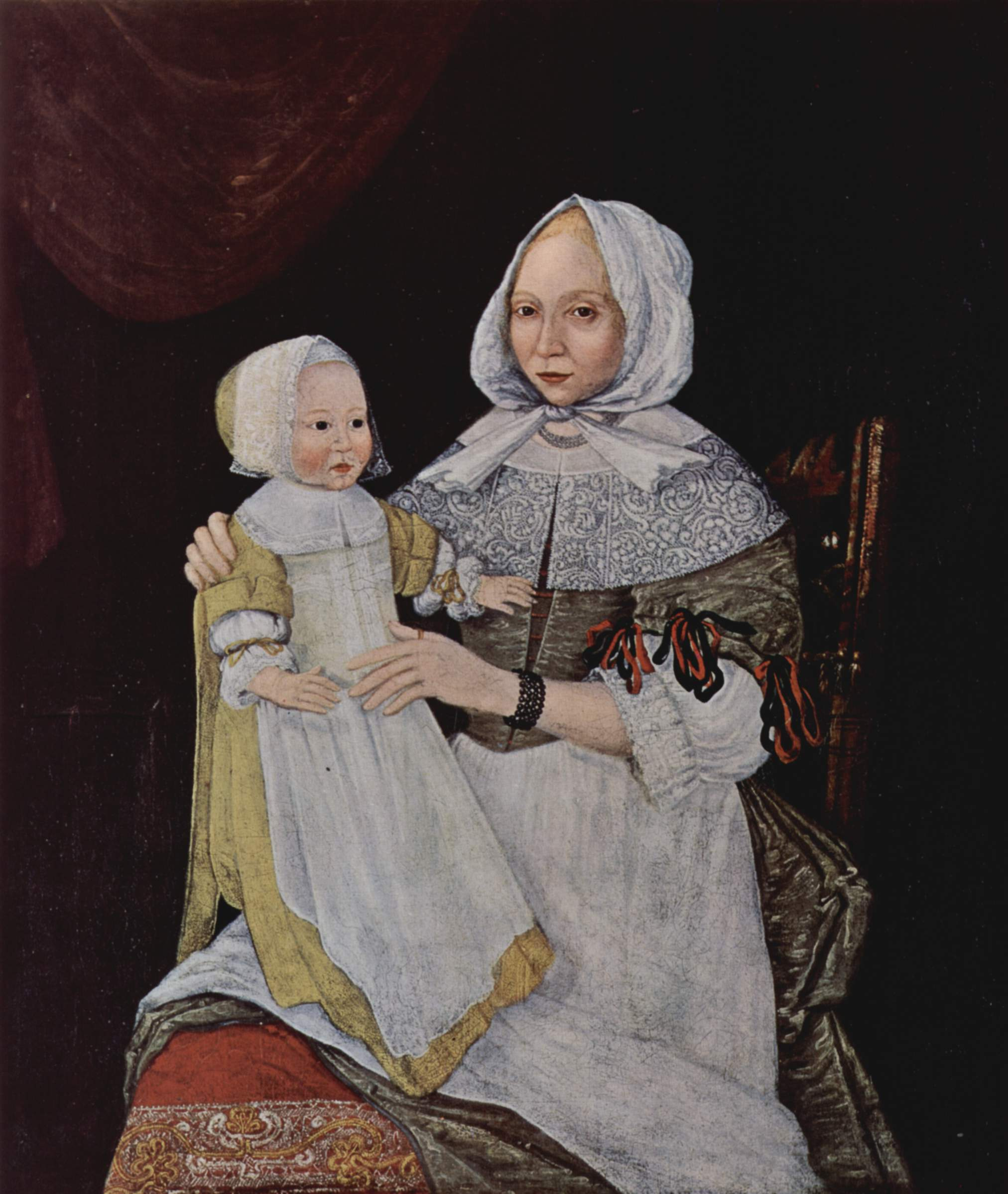
Freake Limner, Elisabeth Freake et sa fille Mary, 1674, Art Museum, Worcester (Massachusetts)

Les premiers colons européens qui arrivèrent en Amérique du Nord apportaient avec eux leurs goûts artistiques et leurs traditions. Venus de différents pays d'Europe, ils avaient en commun leur attachement à la religion dont l'influence a marqué les premiers tableaux réalisés dans ce qui deviendra plus tard les États-Unis. La peinture de l'époque coloniale fut influencée par la diversité des origines des migrants. La Nouvelle-Angleterre fut le principal foyer d'une culture coloniale dominée par le puritanisme qui prohibait la représentation de personnages bibliques et les excès de l'art baroque.
Les premiers tableaux furent produits dans la seconde moitié du XVIIe siècle et furent réalisés dans les colonies du Nord-Est (Nouvelle-Angleterre, vallée de l'Hudson et montagnes Catskill). Il s'agissait de portraits souvent anonymes peints par les limners, nom qui vient du français « enlumineurs ». Ces œuvres mettaient en valeur la prospérité de leurs commanditaires par la richesse de leurs vêtements, en conformité avec les règles somptuaires en vigueur à l'époque. Les portraits d'enfants furent nombreux : Margaret Gibbs, Elisabeth Freake et sa fille Mary, Les enfants Mason, Henry Gibbs, tous attribués au Freake Limner, un peintre dont on sait peu de choses. Ce dernier utilisait un style dérivé des arts élisabéthain et hollandais du XVIe siècle dont les principales caractéristiques étaient les couleurs vives, un fond obscur et une absence de perspective,. Il était au service de plusieurs familles de notables de Boston.
La peinture coloniale trouve aussi son expression dans les besoins de la vie matérielle : par exemple, les artisans décoraient les objets de la vie quotidienne comme les enseignes des boutiques ou les carrosses.
Les colons hollandais de Nouvelle-Néerlande dans la région de l'actuelle New York apportèrent avec eux leurs collections de tableaux et commandèrent des natures mortes et des paysages. Henri Couturier a peint le portrait de Peter Stuyvesant vers 1660-1663, aujourd'hui conservé à la New-York Historical Society. Enfin, dans le Sud-Ouest dominé par les Espagnols, les premières œuvres installées ou produites par les Européens étaient destinées à décorer les édifices religieux. Les aristocrates virginiens préféraient faire venir leurs peintures d'Angleterre ou allaient les acheter sur place.

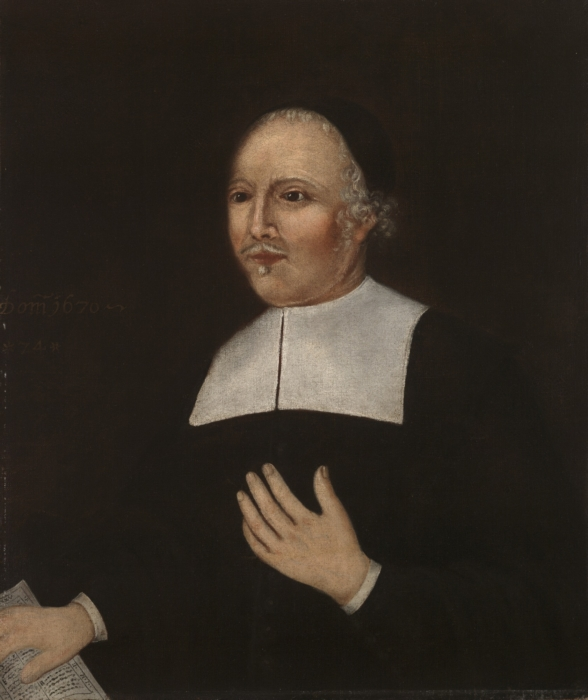
Freake Limner, John Davenport, 1670, Yale University Art Gallery, New Haven (Connecticut)
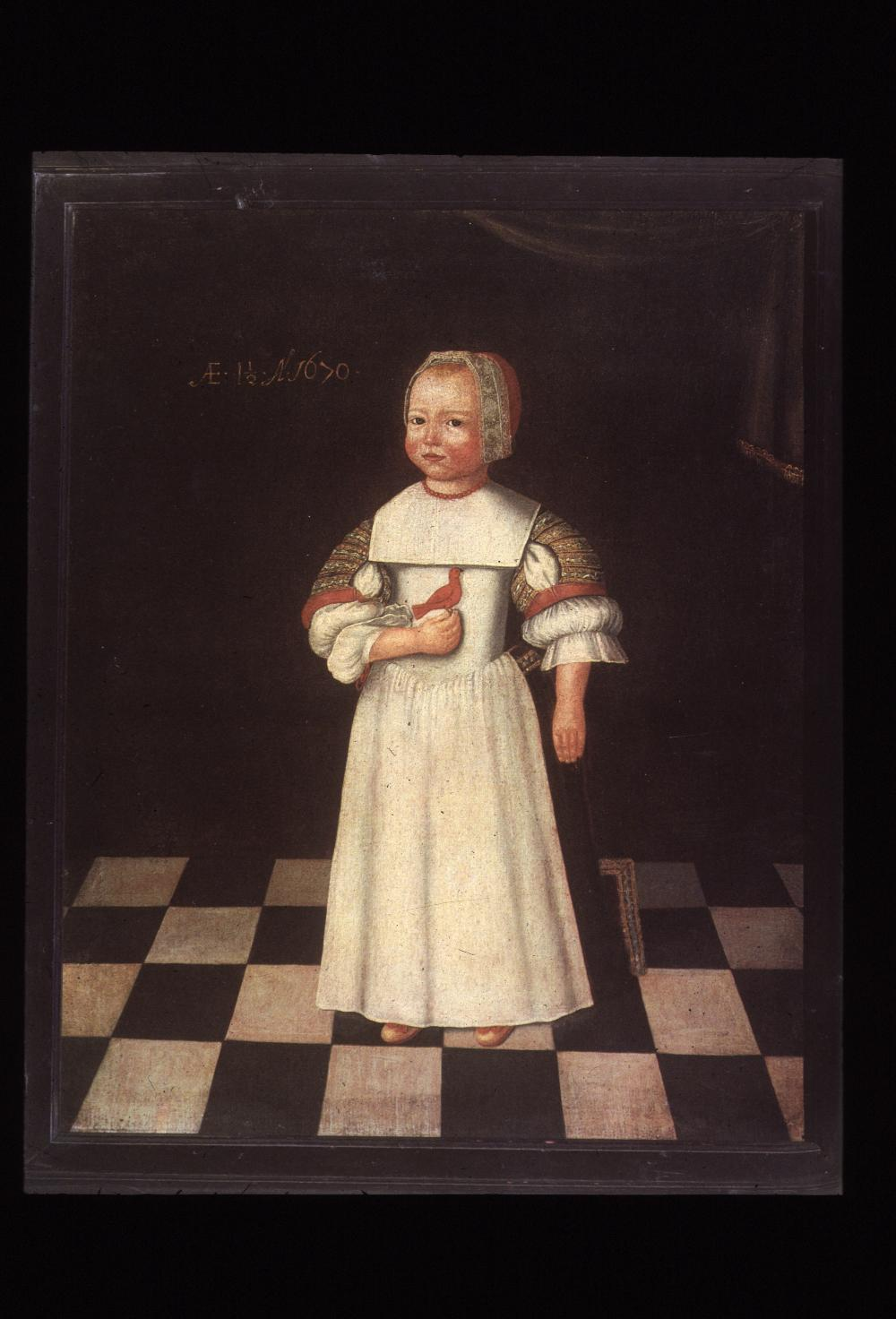
Freake Limner, Henry Gibbs, 1670, collection privée
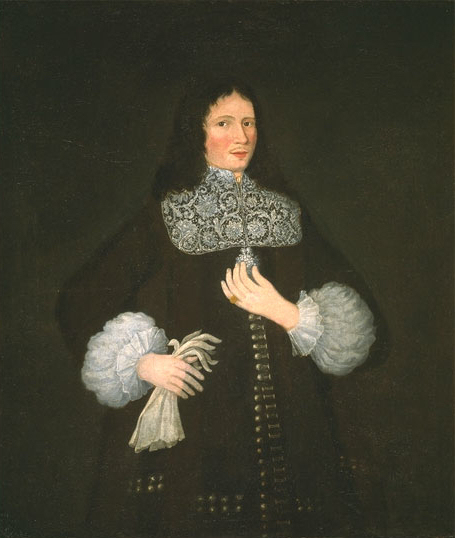
Freake Limner, Portrait de Mr. John Freake, 1674, musée des beaux-arts de Boston
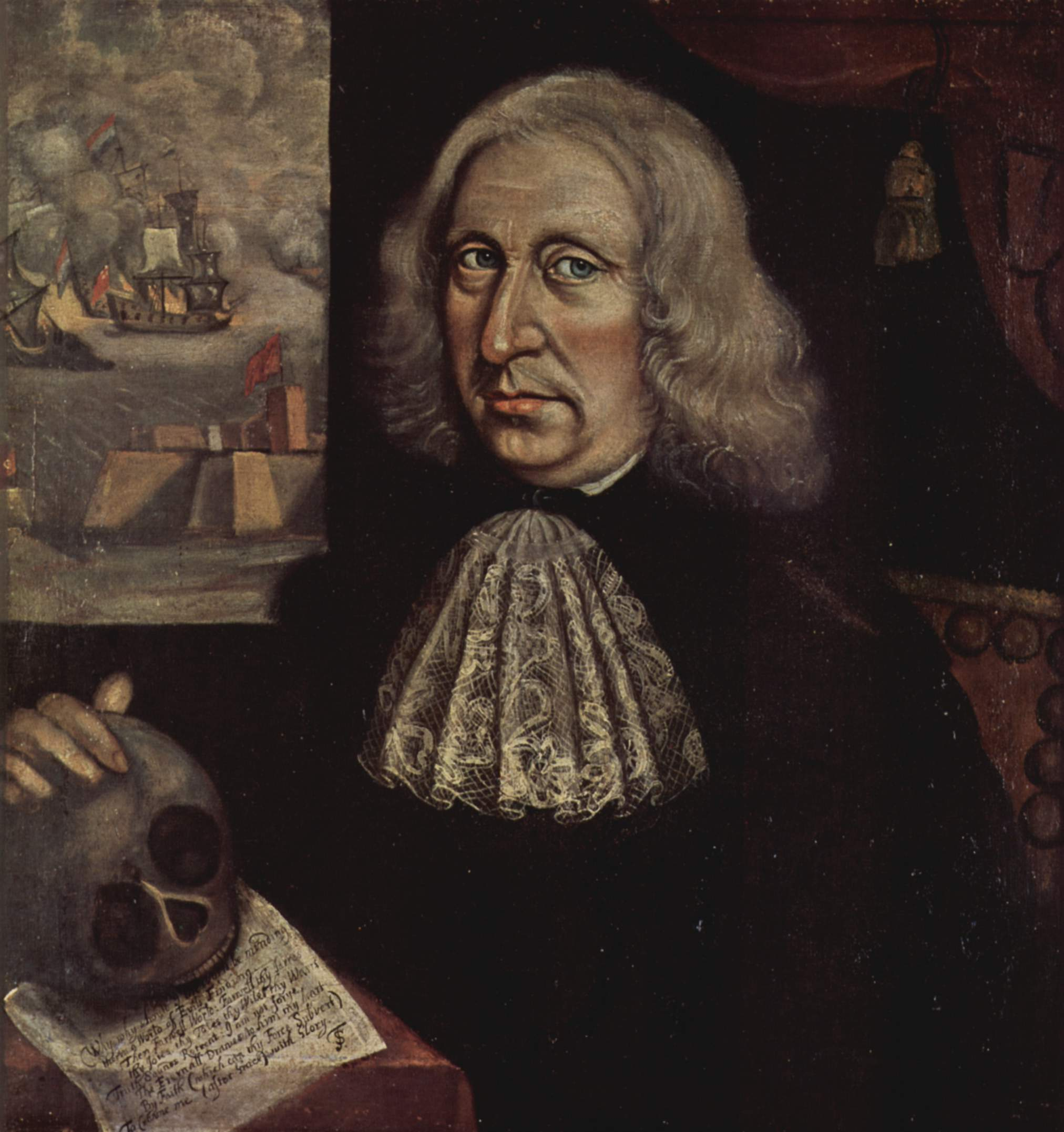
Thomas Smith, Autoportrait, vers 1690, Worcester Art Museum

### XVIIIesiècle

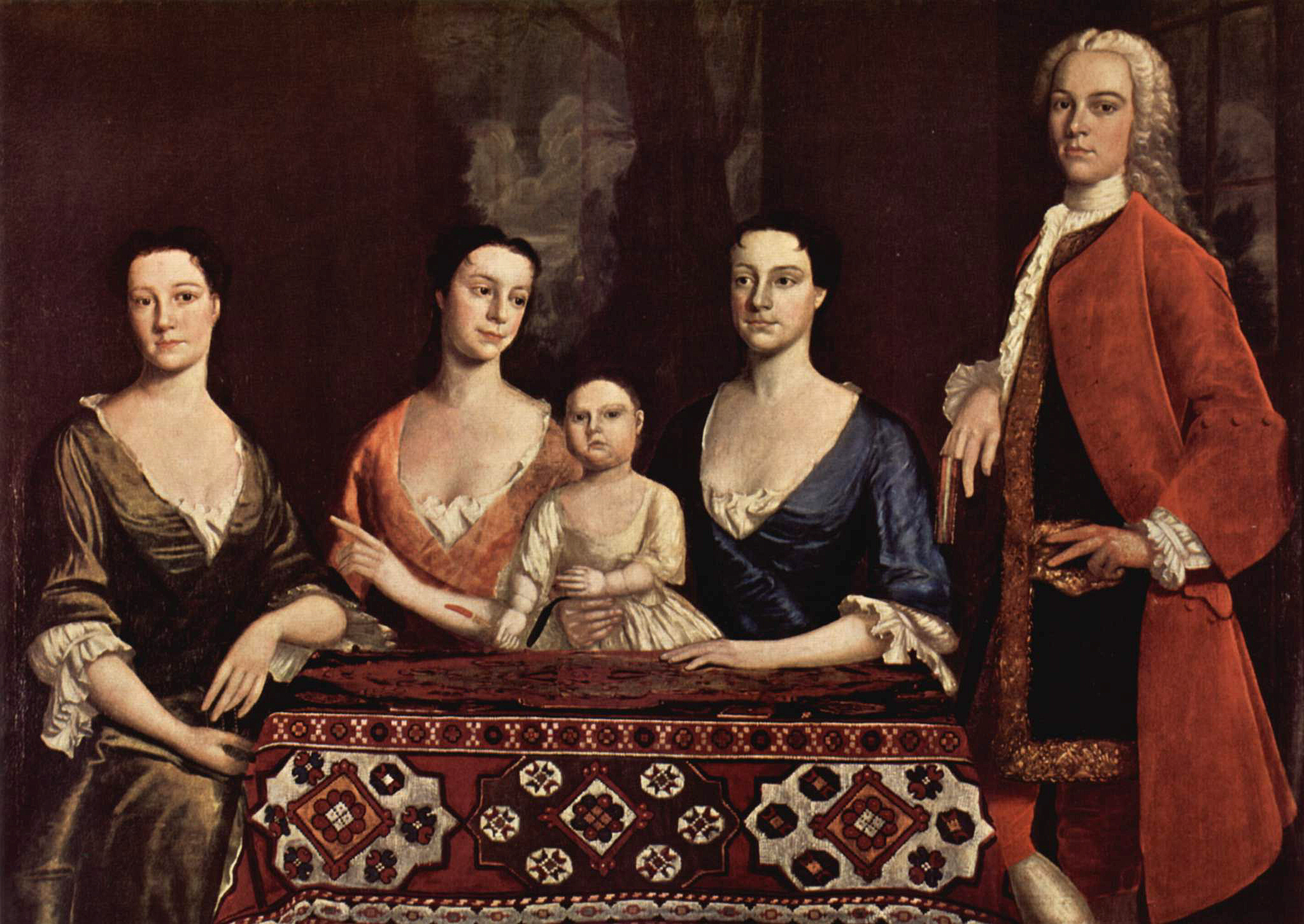
Robert Feke, Portrait de la famille d'Isaac Royall, 1741, Fogg Art Museum, Cambridge (Massachusetts)

Le début du XVIIIe siècle fut marqué par l'arrivée d'artistes européens professionnels dans les colonies anglaises. Ils produisaient pour une clientèle qui vivait dans le luxe : ainsi, les peintres de l'école de la vallée de l'Hudson travaillaient pour le compte des grands propriétaires terriens qui commandaient des portraits pour orner leurs manoirs. En Nouvelle-Angleterre, les tableaux reflétaient la prospérité des marchands de Boston. Les planteurs des colonies du Sud faisaient appel à des artistes britanniques. La famille était l'un des thèmes majeurs des peintures coloniales.
Dans la première moitié du XVIIIe siècle, des peintres venus de différents pays d'Europe s'installèrent dans les Treize colonies. Jeremiah Theüs (1716 - 1774) est né en Suisse et travailla dans la région de Charleston, en Caroline du Sud. John Smibert (1688–1751), peintre d'origine écossaise, émigra à Boston où il peignit des portraits de l'élite citadine sans originalité. L'une de ses principales œuvres, L'entourage de Berkeley, appelé aussi Groupe des Bermudes (Yale University Art Gallery), adopte une composition baroque. Gustavus Hesselius (1682-1755) quitta la Suède en 1711 et vécut à Philadelphie et dans le Maryland. Il fut le premier à répondre à des commandes publiques dans les colonies américaines : il réalisa des tableaux religieux (Le Dernier Repas pour l'église Saint-Barnabé du comté de Prince George) ainsi que de nombreux portraits, notamment le premier portrait d'un Amérindien. Le Britannique John Wollaston importa en Amérique le style rococo géorgien caractérisé par la grâce et la légèreté. Joseph Blackburn fut le professeur de John Singleton Copley et se spécialisa dans les portraits de femmes assises. William Willams (1721-1791) produisit quelque 200 œuvres. Son Portrait de Deborah Hall (1766) reprend le système symbolique en usage dans la vieille Europe.
Dans la seconde moitié du XVIIIe siècle s'affirma une génération de peintres nés en Amérique.
Joseph Badger (vers 1708-1765) et Robert Feke réalisèrent de nombreux portraits des grandes familles de Boston. Mais la génération de la Révolution américaine, Benjamin West, John Singleton Copley, Charles Willson Peale, John Trumbull s'installa en Angleterre et y fit carrière.

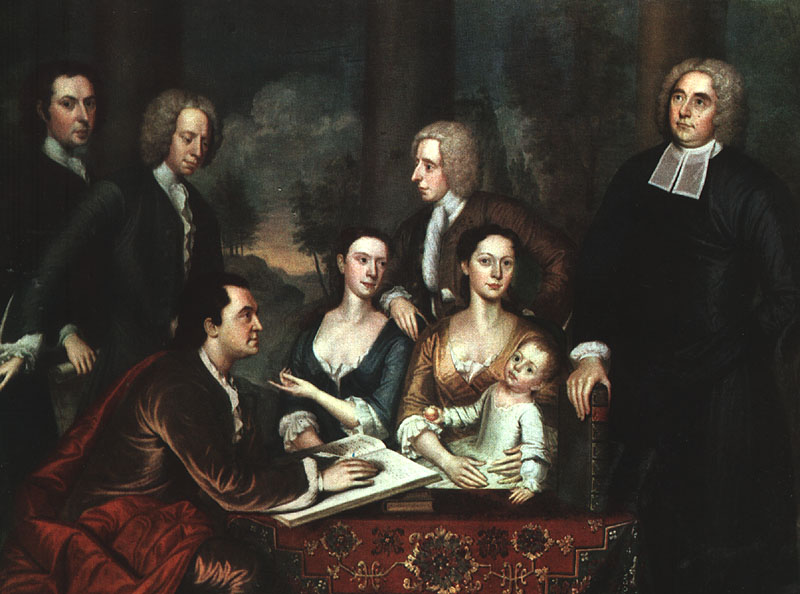
John Simbert, L'Entourage de Berkeley, 1728-1739, Yale University Art Gallery, New Haven (Connecticut)
Gustavus Hesselius, Delaware Chief Lappanwinsoe, 1735, Georgia State University Foundation
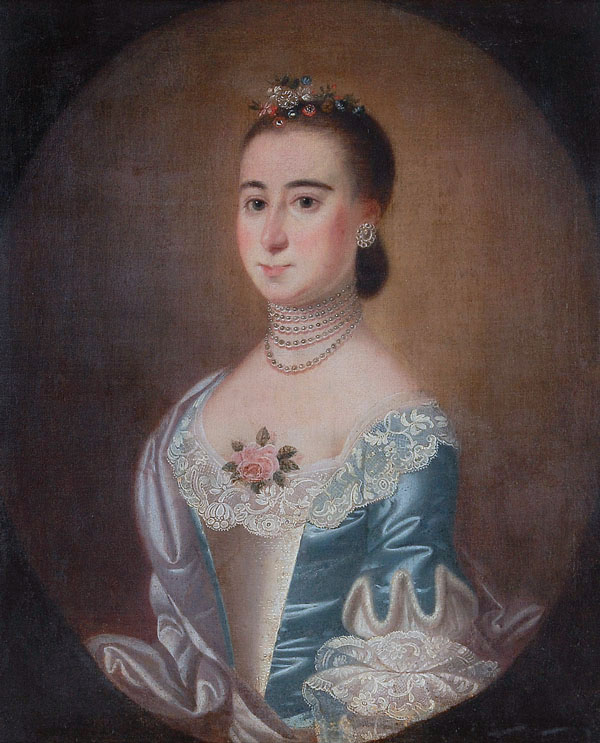
Jeremiah Theüs, Portrait d'une jeune femme du Sud
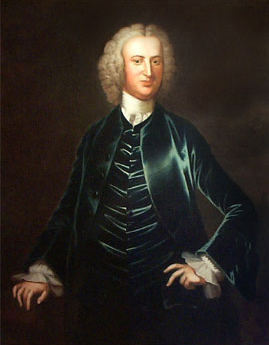
John Wollaston, Portrait de Benedict Calvert, vers 1754, Maryland Historical Society

## Révolution américaine et néoclassicisme

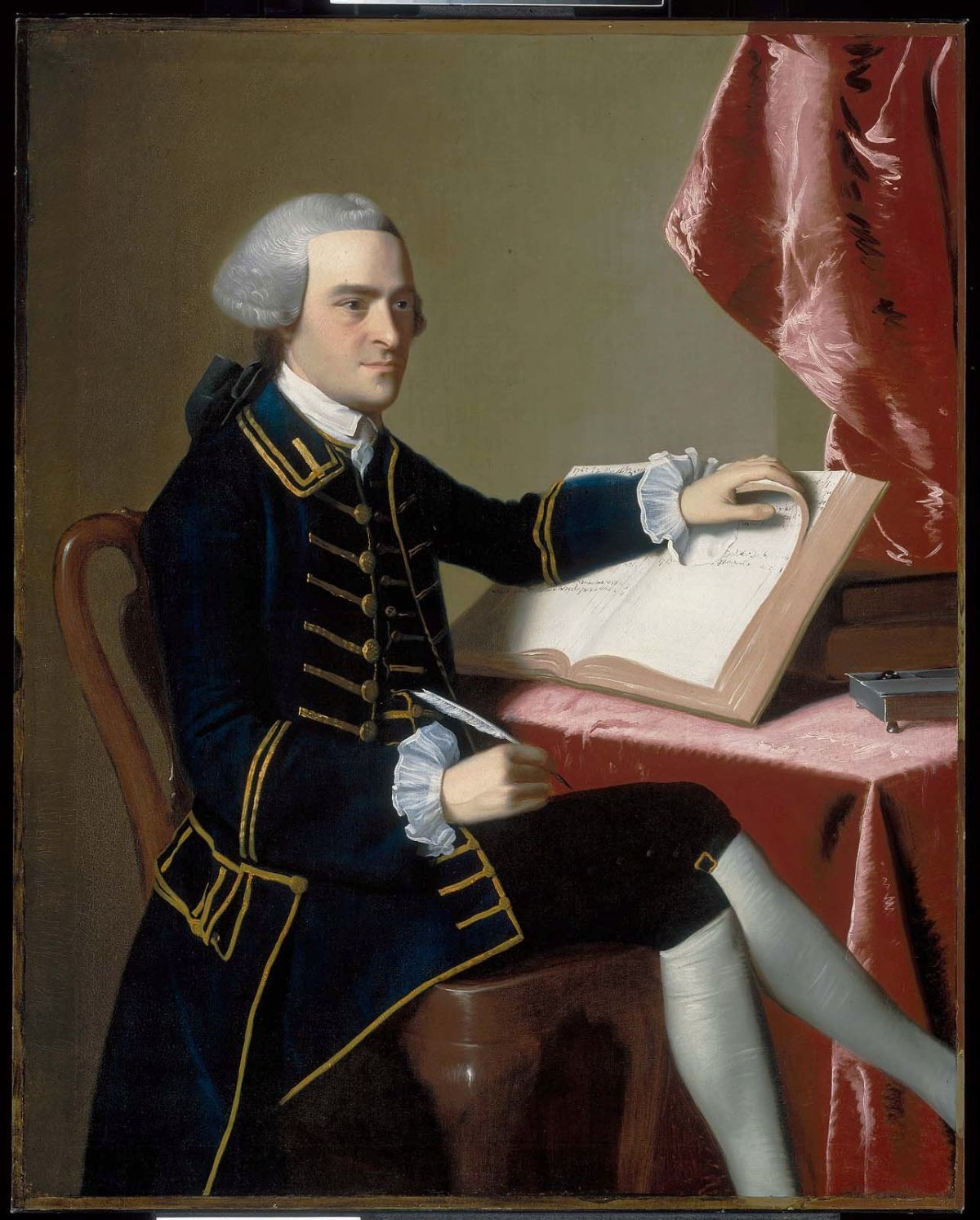
John Singleton Copley, John Hancock, 1765, musée des Beaux-Arts de Boston

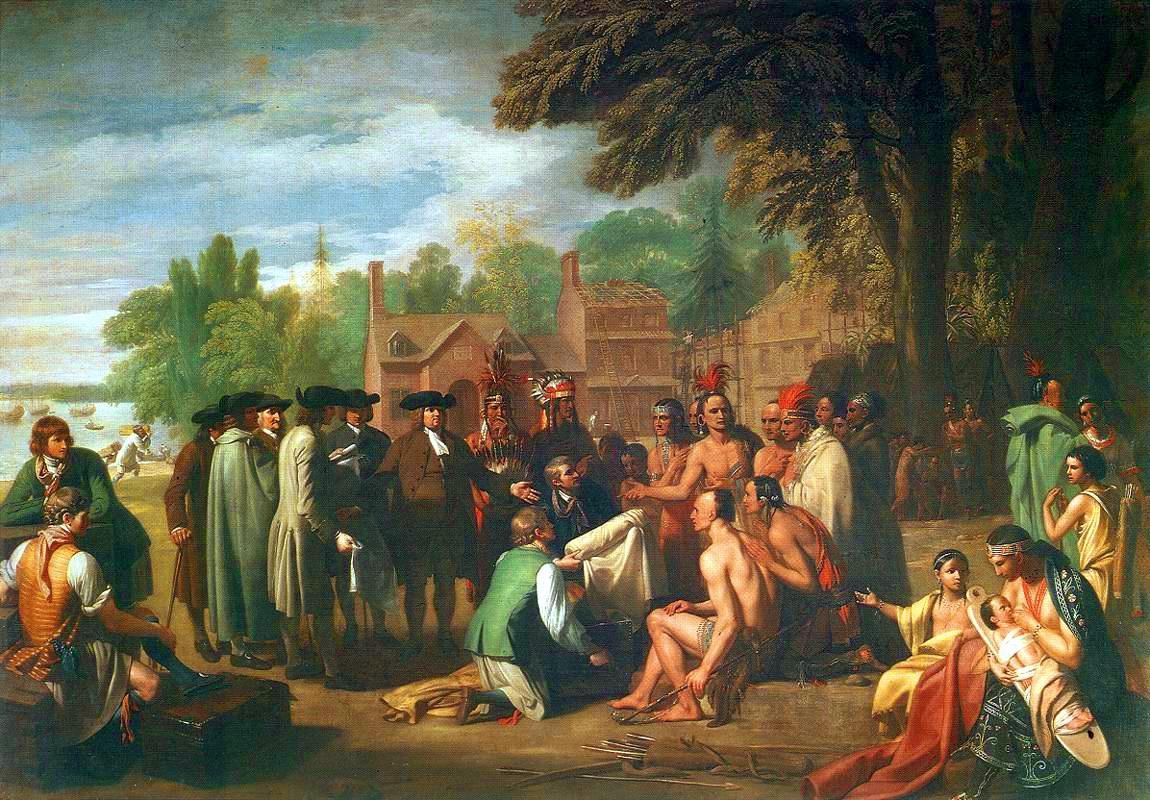
Benjamin West, Le Traité de Penn avec les Indiens, 1771-1772, Pennsylvania Academy of Fine Arts, Philadelphie

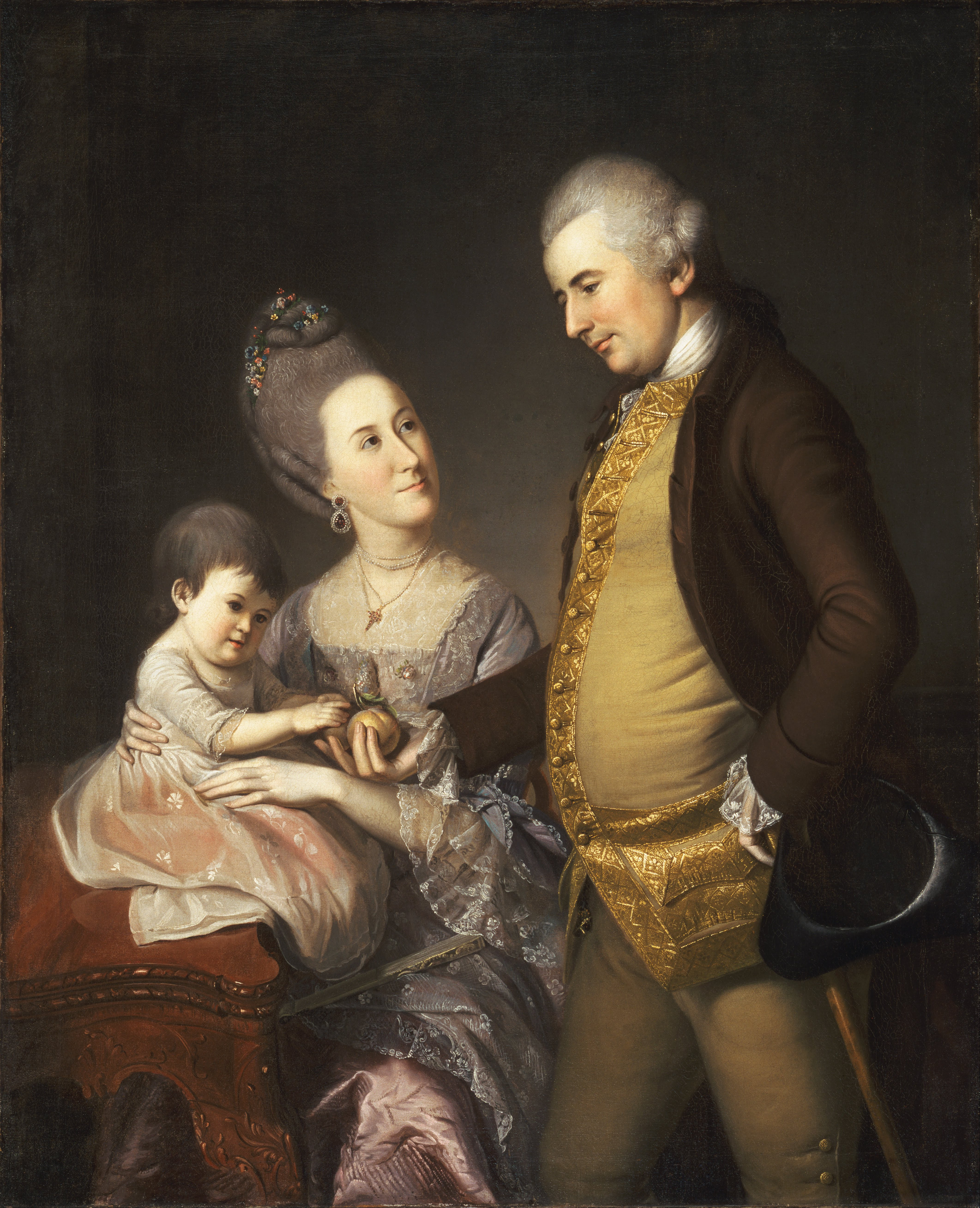
Charles Willson Peale, Portrait de John et Elizabeth Lloyd Caldwater et leur fille Anne, 1772, Philadelphia Museum of Art

La révolution américaine a inspiré de nombreux tableaux dès la fin du XVIIIe siècle. Elle eut également d'importantes conséquences sur la vie des peintres : les artistes loyalistes, comme Ralph Earl (1751-1801), durent en effet fuir les colonies. Gilbert Stuart (1755-1828) quitte les Treize colonies par manque de commande et profite de son voyage en Europe pour faire son Grand Tour.
Les portraits des héros de la Révolution américaine furent nombreux. Ainsi, John Singleton Copley (1738-1815) représenta Paul Revere (1772) en tenue de travail avec réalisme, précision et sobriété. Il fit par la suite d'autres portraits : des enfants, des figures de la guerre d'indépendance comme James Warren (1763), John Hancock (1765) ou encore Samuel Adams (1770). Pour fuir la Révolution américaine, il partit pour l’Angleterre en 1774 où il passa la moitié de sa vie ; il visita également la France et l'Italie. Il s'essaya à la peinture d'histoire avec son Watson et le requin (1778, Musée des Beaux-Arts de Boston) ou encore avec La mort du Major Peirsons (1784, Tate Gallery, Londres). Copley est considéré comme « le meilleur peintre classique de l'époque coloniale ».
Benjamin West (1738-1820) fut le premier artiste américain à se rendre à Rome à l'âge de 22 ans où il fit la connaissance de Johann Joachim Winckelmann et se familiarisa avec le style néoclassique. En 1763, il s'installa définitivement à Londres et ne retourna jamais en Amérique. Il se spécialisa dans la peinture d'histoire, un genre qui était en train de s'affirmer à cette époque et dont il fut l'un des premiers grands représentants. Les premiers tableaux apparentés à ce genre datent du début des années 1770, soit une quinzaine d'années avant les grands tableaux historiques de Jacques-Louis David en France. Contrairement à ses confrères, il ne se limita pas à l'histoire ancienne. En 1770, par exemple, il réalisa le tableau néoclassique La Mort du général Wolfe qui montre les derniers instants du général britannique James Wolfe pendant la guerre de Sept Ans. En 1771, il mit en scène la rencontre entre William Penn et les Amérindiens dans sa Pennsylvanie natale, commémorant ainsi le traité signé par Penn avec les Amérindiens un siècle plus tôt. Ces œuvres connurent un immense succès et l'année suivante (1772) il fut nommé peintre d'histoire du roi de Grande-Bretagne (George III). Il peignit quelque 60 toiles pour le souverain. En 1792, il succéda à Joshua Reynolds en tant que président de la Royal Academy de peinture où il enseigna à des étudiants européens et américains.
John Trumbull (1746-1843) fut un autre grand peintre américain néoclassique : il servit dans l'Armée continentale sous les ordres de George Washington avant de s'installer à Londres en 1784 pour devenir président de la Royal Academy of Arts et peintre officiel de George III. Peintre à succès, il reçut de très nombreuses commandes. Il laissa plusieurs tableaux d'histoire dans un style académique et fougueux : on peut citer par exemple La Reddition de Lord Cornwallis (1787, Rotonde du Capitole de Washington) ou La Déclaration d'Indépendance (1795, Rotonde du Capitole de Washington). Il peignit également un portrait de George Washington (1780, MET, New York) qui annonce le thème du héros romantique.
Charles Willson Peale (1741-1827) arriva à Londres en 1767 mais revint en Amérique quelque temps plus tard. Il figura des portraits des Pères fondateurs des États-Unis. Il reçut des commandes du Congrès continental pour produire le premier portrait monumental de George Washington (232,7 cm sur 148,3 cm, 1779). Il est souvent considéré comme le fondateur du premier grand musée des États-Unis. On lui doit en effet la création du Peale Museum à Philadelphie. Sa famille comptait d'autres artistes et peintres renommés : son frère James Peale, portraitiste et miniaturiste, mais aussi ses fils, à qui il donna des noms de peintres flamands : Rembrandt (1778-1860) et Rubens Peale (1784-1864). Raphaelle Peale (1774-1825) se distingua par ses natures mortes qui s'inspiraient des tableaux flamands
Ralph Earl (1751-1801) signa un portrait de Roger Sherman auquel il donna l'impression de solennité et d'intégrité républicaine grâce à une grande maîtrise de l'espace.
Les plus célèbres portraits de George Washington furent l'œuvre de Gilbert Stuart (1755-1828) : ce dernier en exécuta une centaine durant sa carrière. Toutes ces copies sont issues de trois portraits effectués du vivant de George Washington : celui de 1795 (type Vaughan, exposé au Metropolitan Museum of Art) ; le portrait dit « de l'Athenaeum » (1796) ; enfin le portrait dit « de Lansdowne » (1796), conservé à la National Portrait Gallery à Washington. Le second portrait (Athenaeum Portrait) a été réalisé à Philadelphie et resta inachevé : il inspira la figure du billet d'un dollar. La simplicité du décor inscrit ces portraits dans la tradition égalitariste de la peinture américaine.
John Vanderlyn (1776-1852) est le premier peintre américain à préférer Paris à Londres. Il fréquenta l'école des beaux-arts de Paris et fut l'élève de Jacques-Louis David qui lui enseigna le style néoclassique. Il réalisa des portraits, des tableaux d'histoire romaine et de mythologie dont une Ariane nue (1812, Pennsylvania Academy) qui le fit connaître en provoquant le scandale.
Samuel Morse (1791-1872), le développeur d'un télégraphe électrique et de l'alphabet, fut aussi un peintre néoclassique. Il suivit des études artistiques auprès de Benjamin West à Londres et peignit des tableaux historiques édifiants. En 1825, il fonda à New York la Société des beaux-arts (Académie américaine de design) et devient son premier président. La municipalité lui commanda la même année un portrait de Lafayette.
De nombreux Américains continuèrent à se former en Europe ; l'école de Düsseldorf en Allemagne fut fréquentée des peintres comme Emanuel Leutze, Richard Caton Woodville ou Alfred Jacob Miller. Leur style se caractérise par une composition géométrique stricte, la présence de nombreux objets et des couleurs relativement ternes. Emanuel Leutze (1816-1868) se spécialisa dans la peinture d'histoire : son tableau le plus connu est Washington traversant la Delaware, réalisée en 1849. Bien qu'elle exalte le patriotisme américain dans la guerre d'indépendance, cette œuvre peinte en Allemagne était en réalité destinée au public germanique, après l'échec des révolutions de 1848.

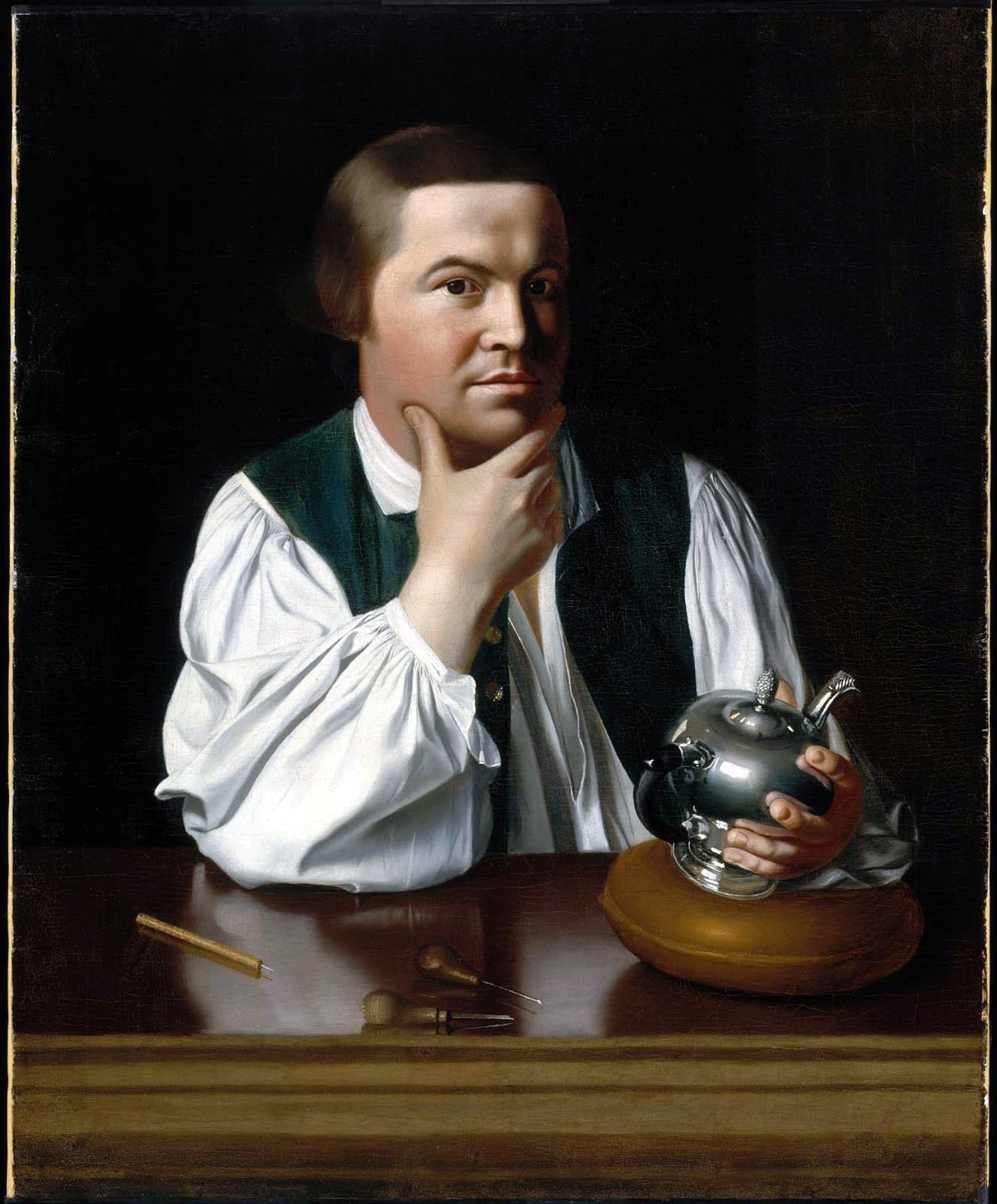
John Singleton Copley, Paul Revere, 1768, musée des beaux-arts de Boston
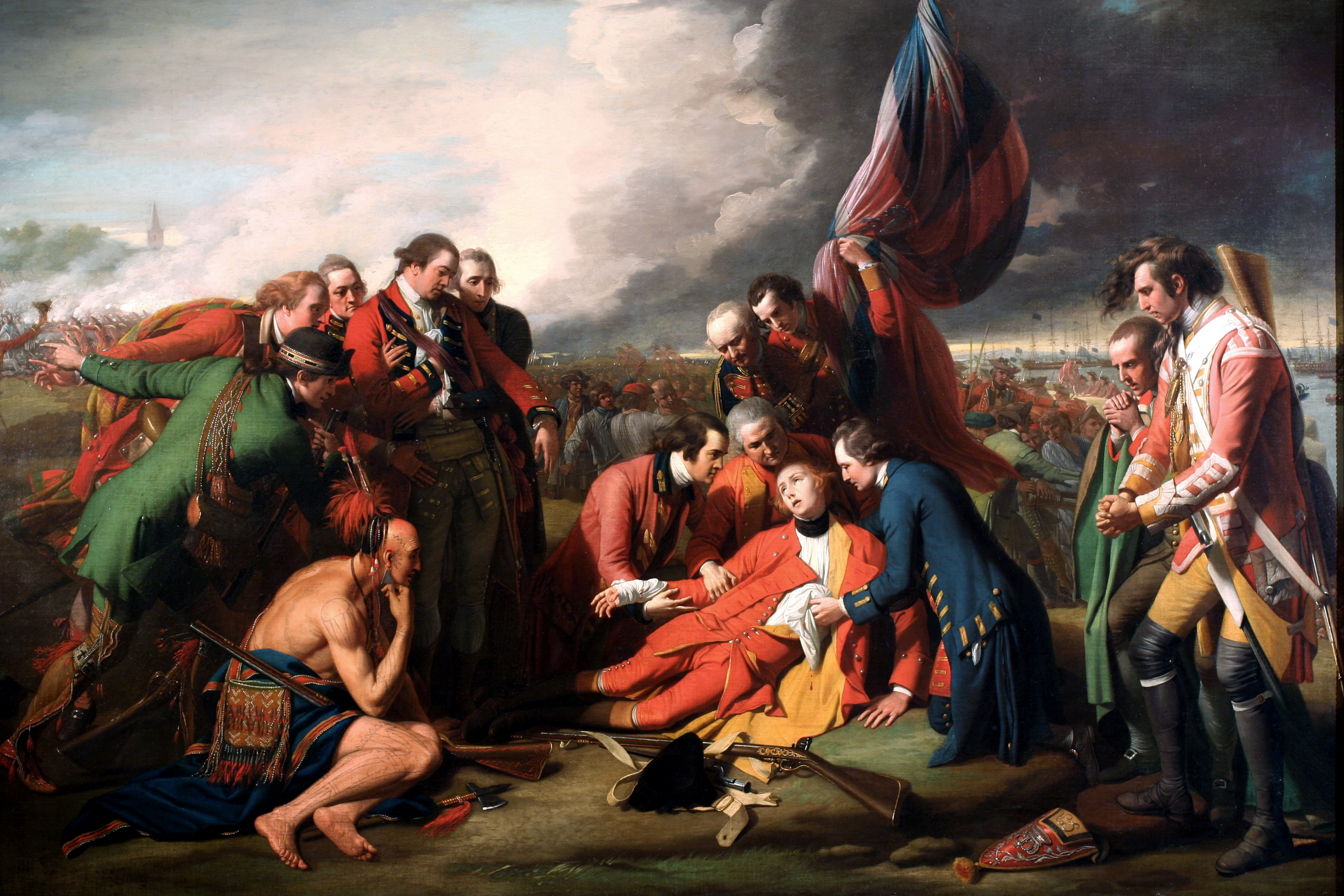
Benjamin West, La Mort du général Wolfe, 1770, National Gallery of Canada, Ottawa
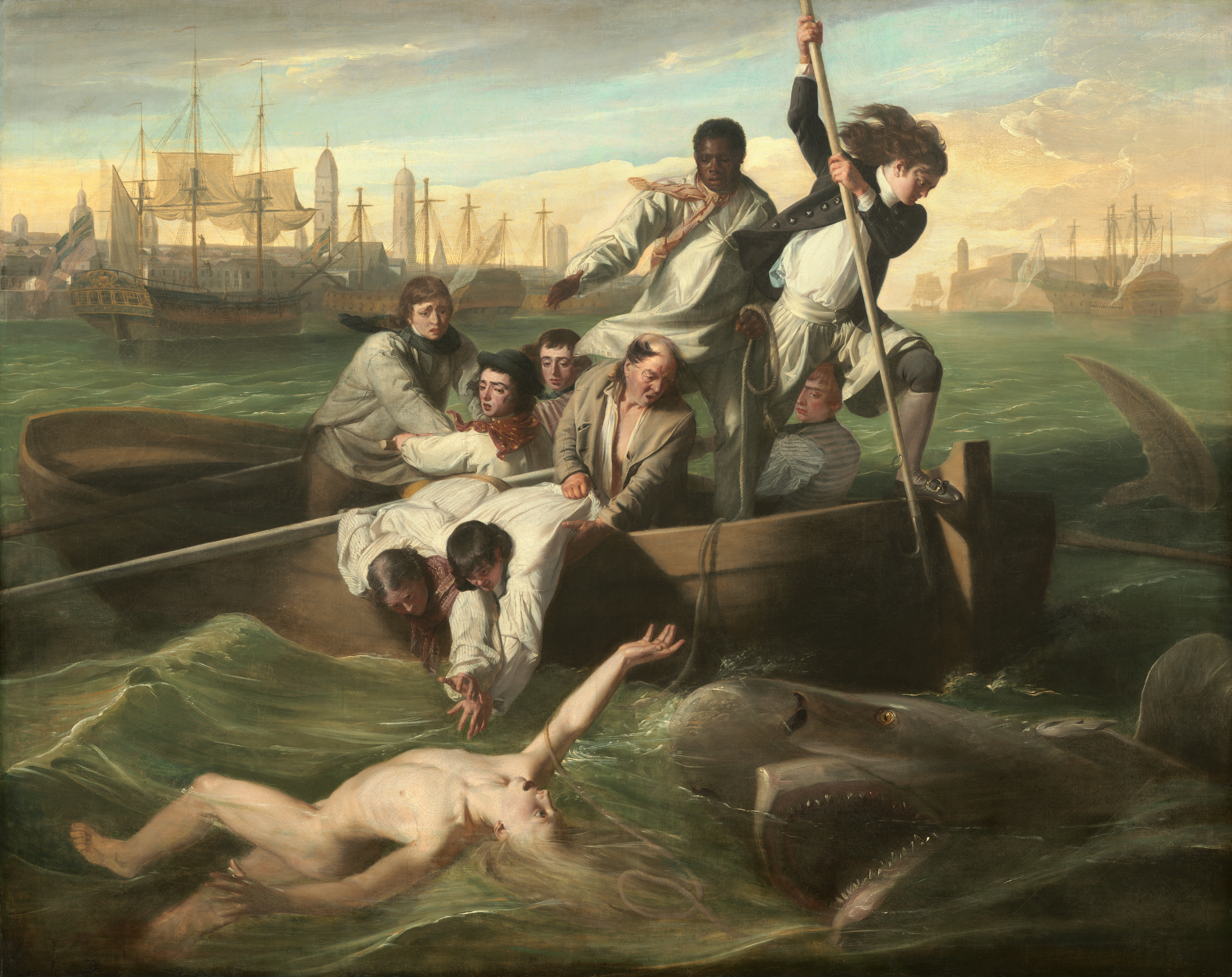
John Singleton Copley, Watson et le requin, 1778, musée des Beaux-Arts de Boston
John Trumbull, La Déclaration d'Indépendance, 1819, Rotonde du Capitole de Washington
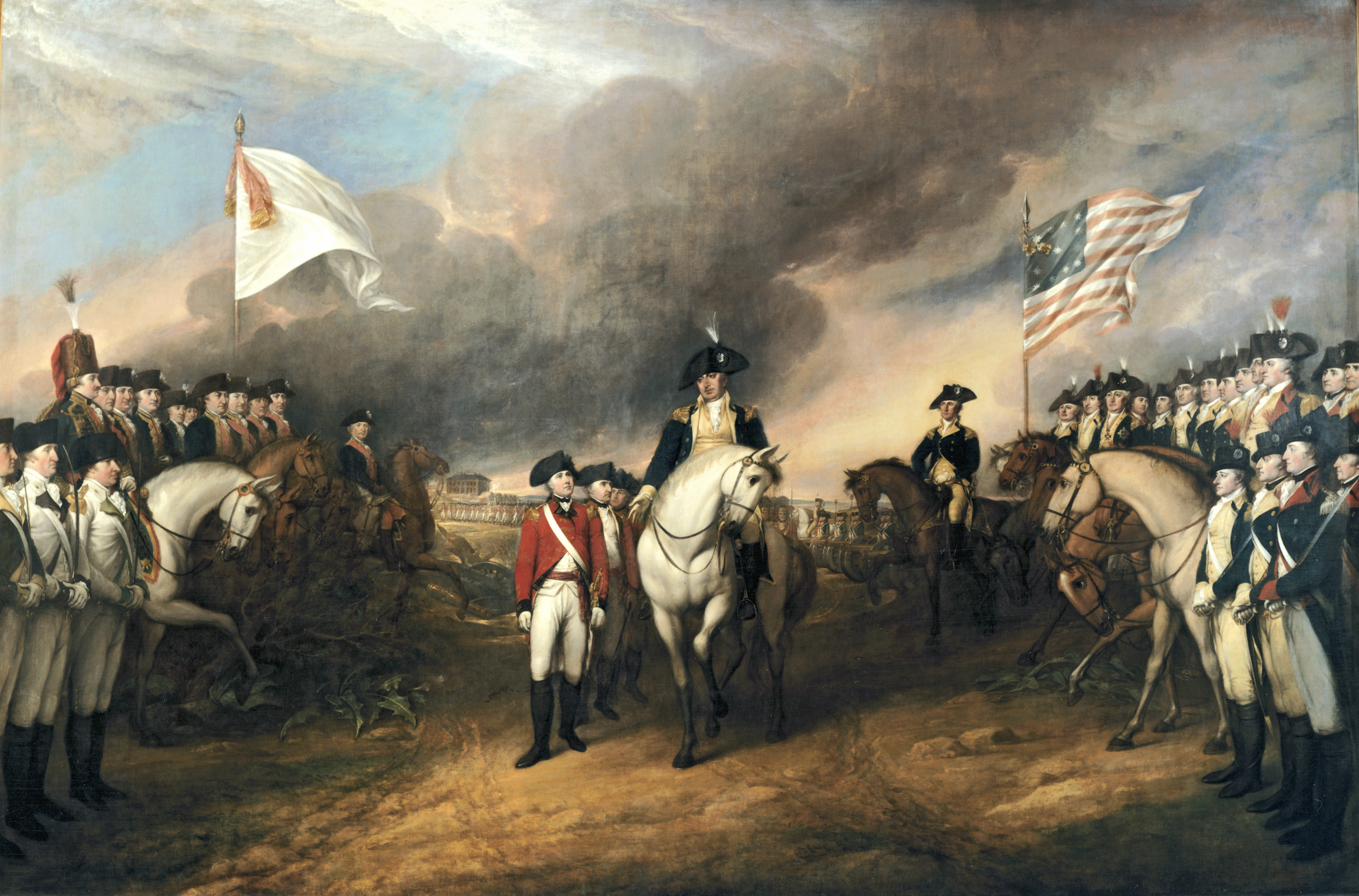
John Trumbull, La Reddition de Lord Cornwallis, 1787, Rotonde du Capitole de Washington
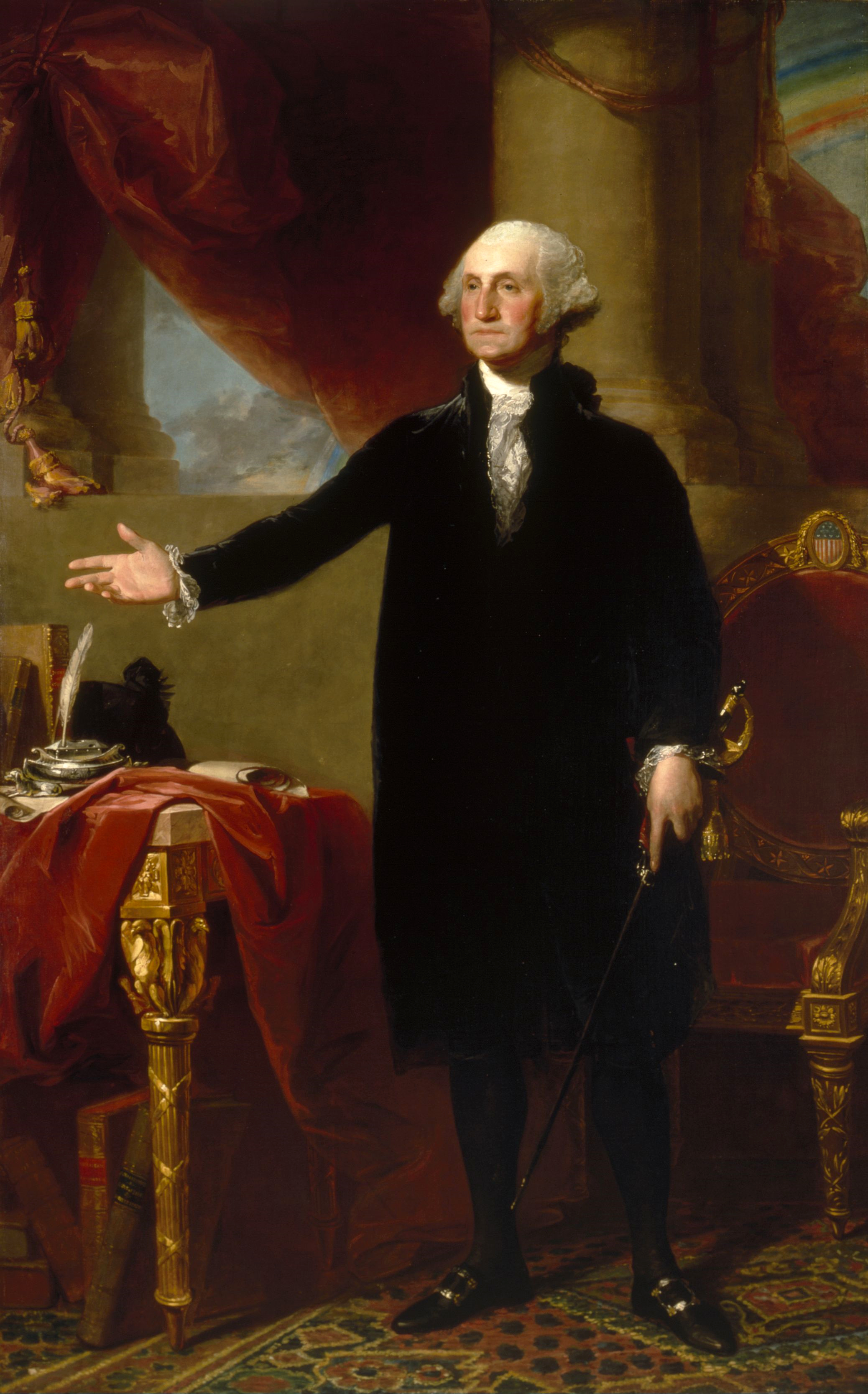
Gilbert Stuart, George Washington, 1796, National Portrait Gallery, Smithsonian Institution
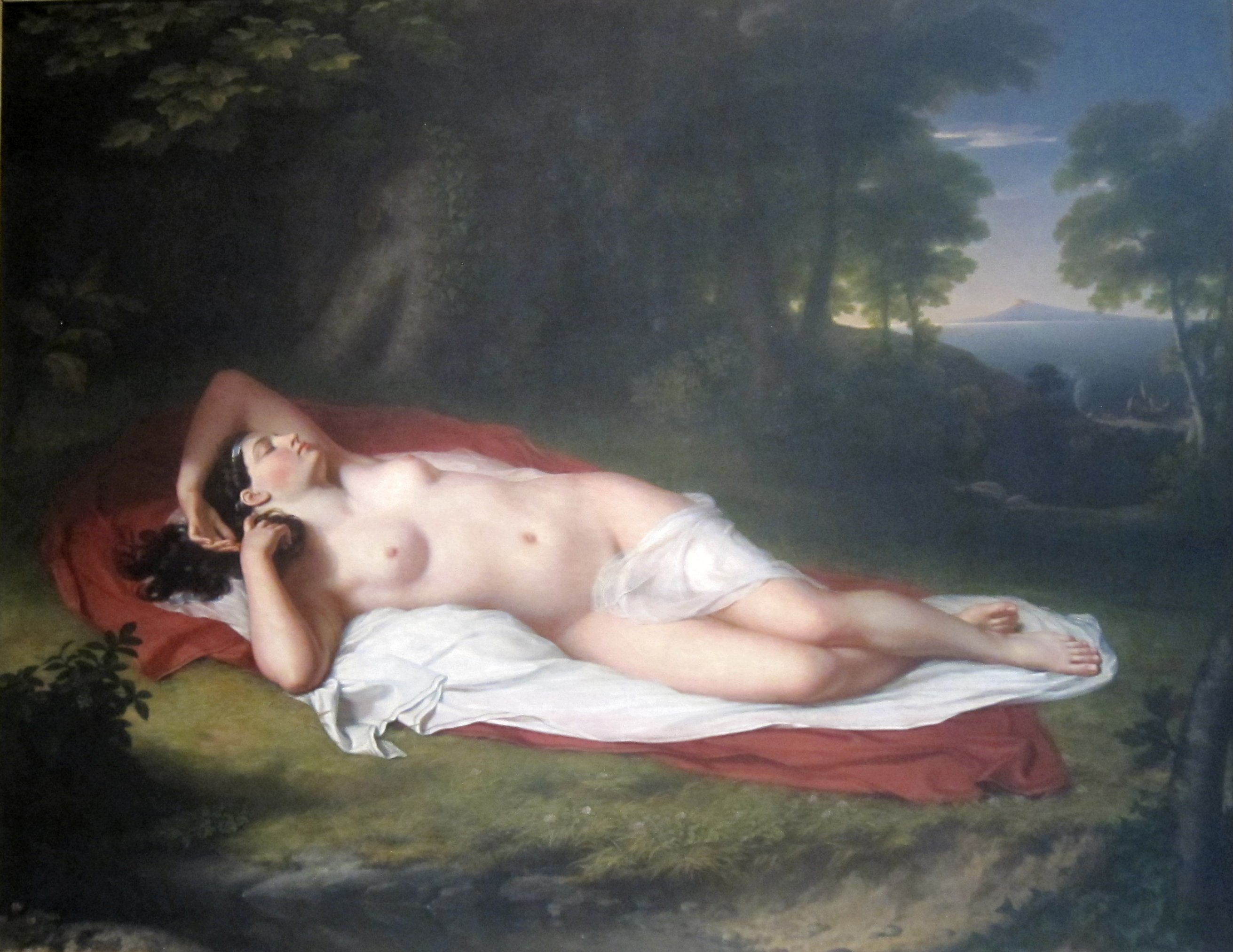
John Vanderlyn, Ariane, 1812, Pennsylvania Academy of Fine Arts
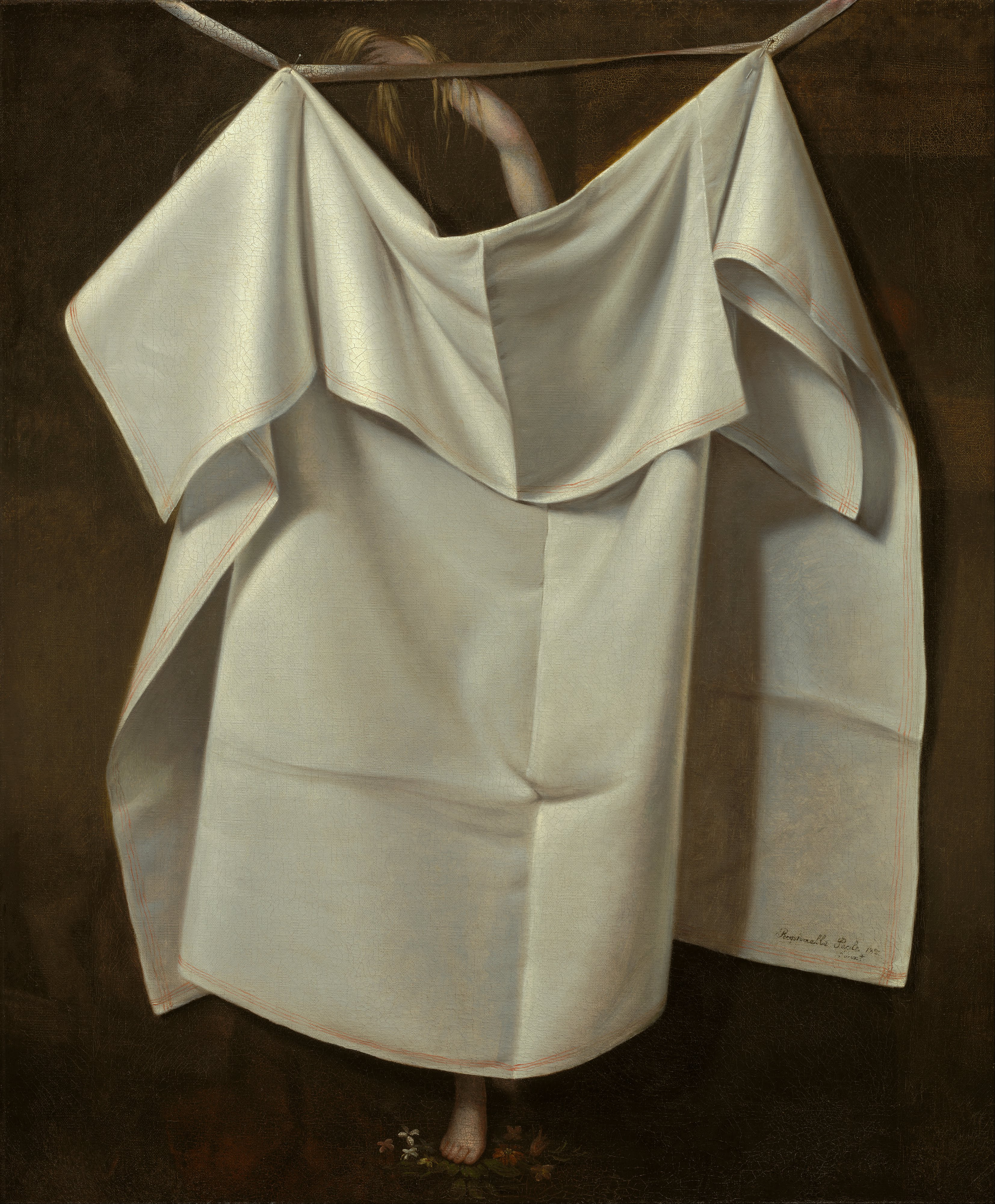
Raphaelle Peale, Venus Rising from the Sea — A Deception, vers 1822

## LeXIXesiècleaméricain

### Folk art
Les peintres naïfs du XIXe siècle poursuivent la tradition du portrait héritée de l'époque coloniale, comme en témoigne le Portrait de Molly Whales Leonard de Rufus Hathaway (1770-1822). Produit par des peintres sans formation académique, l'art populaire (folk art en anglais) donne lieu à une floraison de toiles aux thèmes variés : portraits, paysages, scènes historiques ou religieuses. Souvent coloré, il ne respecte pas les règles de la perspective et des proportions.
L'un des principaux représentants du folk art aux États-Unis fut Edward Hicks (1780-1849). Il commença sa carrière comme artisan dans une fabrique de carrosses sur lesquels il exerça ses talents de peintre ainsi que sur des meubles et des enseignes,. Quaker convaincu, il puisa son inspiration dans la Bible et particulièrement dans le Livre d'Isaïe. Il réalisa quelque 150 toiles intitulées Royaume de la paix (Kingdom of Peace) où les animaux incarnent la doctrine quaker. Sa Ferme Cornell (1832, National Gallery of Art) reflète l'idéologie puritaine des premiers colons. 
De nombreux peintres afro-américains s'illustrèrent dans le folk art parmi lesquels le premier portraitiste afro-américain Joshua Johnson (vers 1763-1832). D'autres suivirent aux XIXe et XXe siècles : William Edmondson, Clementine Hunter, Horace Pippin, etc. Le genre inspira également plusieurs femmes dont Ammi Phillips (1788-1865) ou Grandma Moses (1860-1961).

### La peinture de paysage

#### Précurseurs

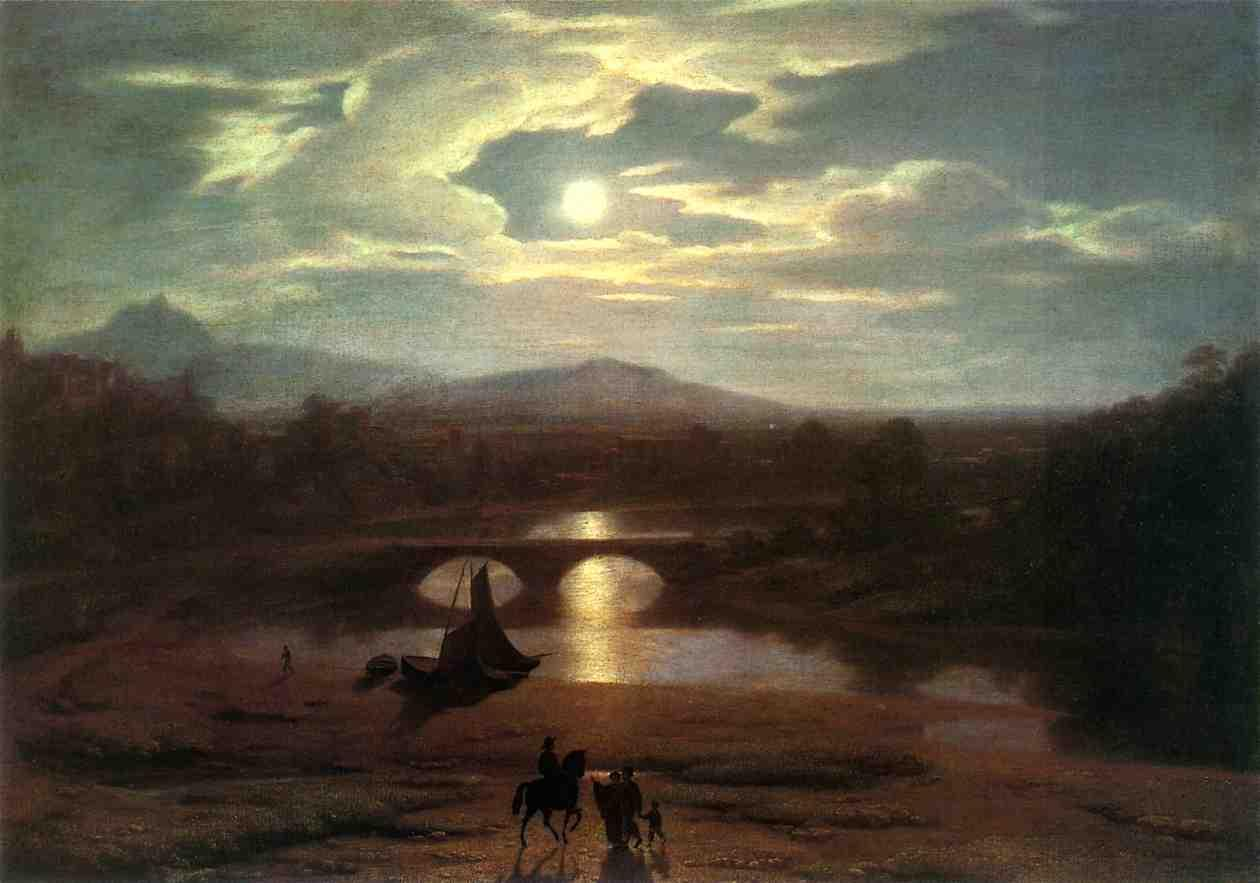
Washington Allston, Paysage de pleine lune

Thomas Doughty (1793-1856) fut l'un des premiers peintres américains à s'intéresser aux paysages des États-Unis (en anglais, American Landscape) auxquels il donna une dimension lyrique. Washington Allston (1779-1843) fit connaître le romantisme aux États-Unis. Il peignit des scènes exprimant sa fascination pour le merveilleux (Saul Witch Endor, 1820), le sauvage et le terrible (Storm Rising at Sea, 1804, musée des beaux-arts de Boston). Ses paysages préfigurent ceux de l'Hudson River School.

#### Hudson River School
L'Hudson River School est un mouvement artistique influencé par le romantisme. Elle regroupe plusieurs peintres américains qui travaillèrent entre les années 1820 et les années 1870. Premier mouvement pictural né aux États-Unis, sa fondation est attribuée à Thomas Cole (1801-1848). Les peintres de la première génération s'attachèrent à représenter la vallée de l'Hudson River et les montagnes du Nord-Est des États-Unis avec beaucoup de soin. Ils figuraient essentiellement des paysages sur de grands formats. Pourtant, les peintres de l'Hudson River School n'étaient pas issus des mêmes milieux sociaux et n'avaient pas exactement le même style. Ils appliquaient la philosophie du Sublime. Ils pensaient que la Nature était la manifestation de la puissance et de la bonté divine,. Les paysages préservés des États-Unis furent comparés au Paradis originel.
Après la mort de Thomas Cole en 1848, Asher Durand (1796–1886) prit la tête du mouvement. Celui-ci devint le président de la National Academy of Design et codifia les règles de la peinture américaine du paysage. Il est connu pour ses études très fouillées d'arbres et de rochers. Frederic Edwin Church (1826–1900) peignit les Chutes du Niagara (1857, Corcoran Gallery, Washington), mais aussi des paysages de La Frontière, des Andes, du Proche-Orient et des régions polaires. Peintre d'origine allemande, Albert Bierstadt (1830-1902) est le dernier représentant de l'Hudson River School. En 1858, il participa à l'expédition du colonel Frederick W. Lander dans les Montagnes Rocheuses. Il retourna dans cette région en 1863 et en 1871-1873. Ses paysages de l'Ouest américain sont détaillés, grandioses, parfois écrasants. Son tableau Montagnes Rocheuses (Landers Peak, 1863) fut acheté par le magnat des chemins de fer James McHenry pour 25 000 dollars ; il révèle de nombreux détails ethnologiques et propose un paysage équilibré.

#### Luminisme
John Frederick Kensett, Martin Johnson Heade et Fitz Henry Lane se détachent de l'Hudson River School par leurs petites peintures contemplatives. Ils représentèrent des paysages ouverts (mer, lacs, marais salants) mis en valeur par les effets d'atmosphère. Ils formèrent le courant du luminisme qui considérait que la lumière du Nouveau Monde était particulière et qu'elle incarnait la manifestation de Dieu dans les paysages.

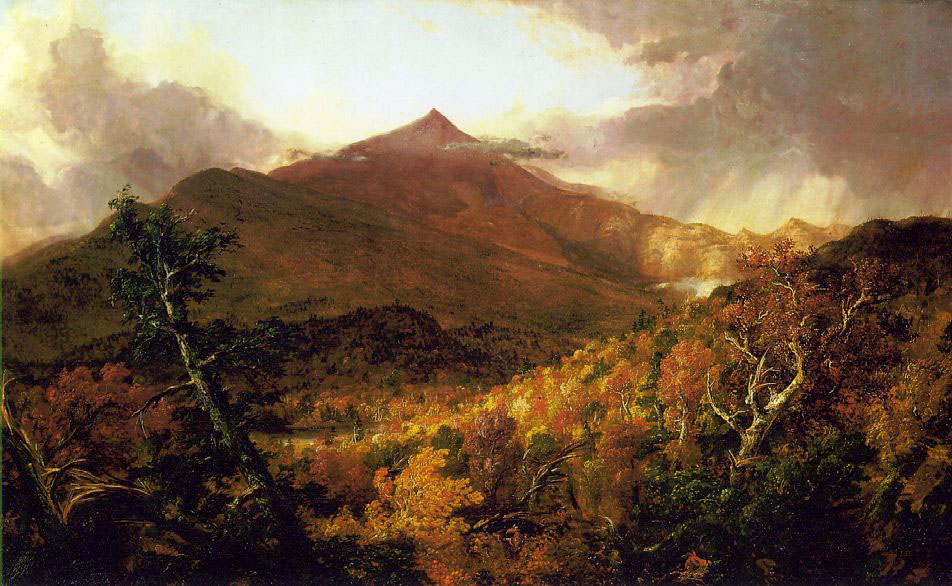
Thomas Cole, Schroon Mountain, Adirondacks, 1838, Cleveland Museum of Art.
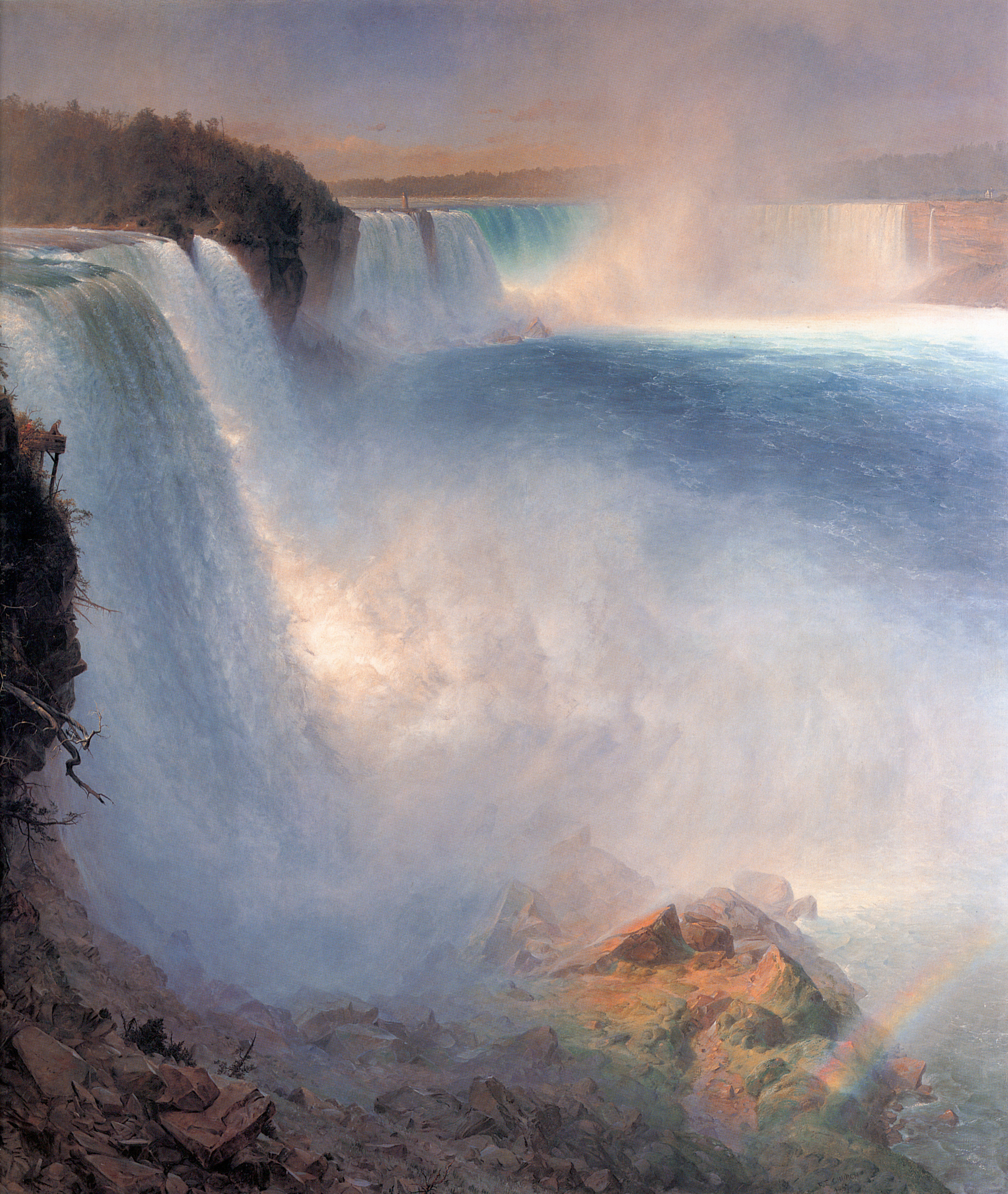
Frederic Edwin Church, Niagara Falls (american side), 1867, National Galleries of Scotland.
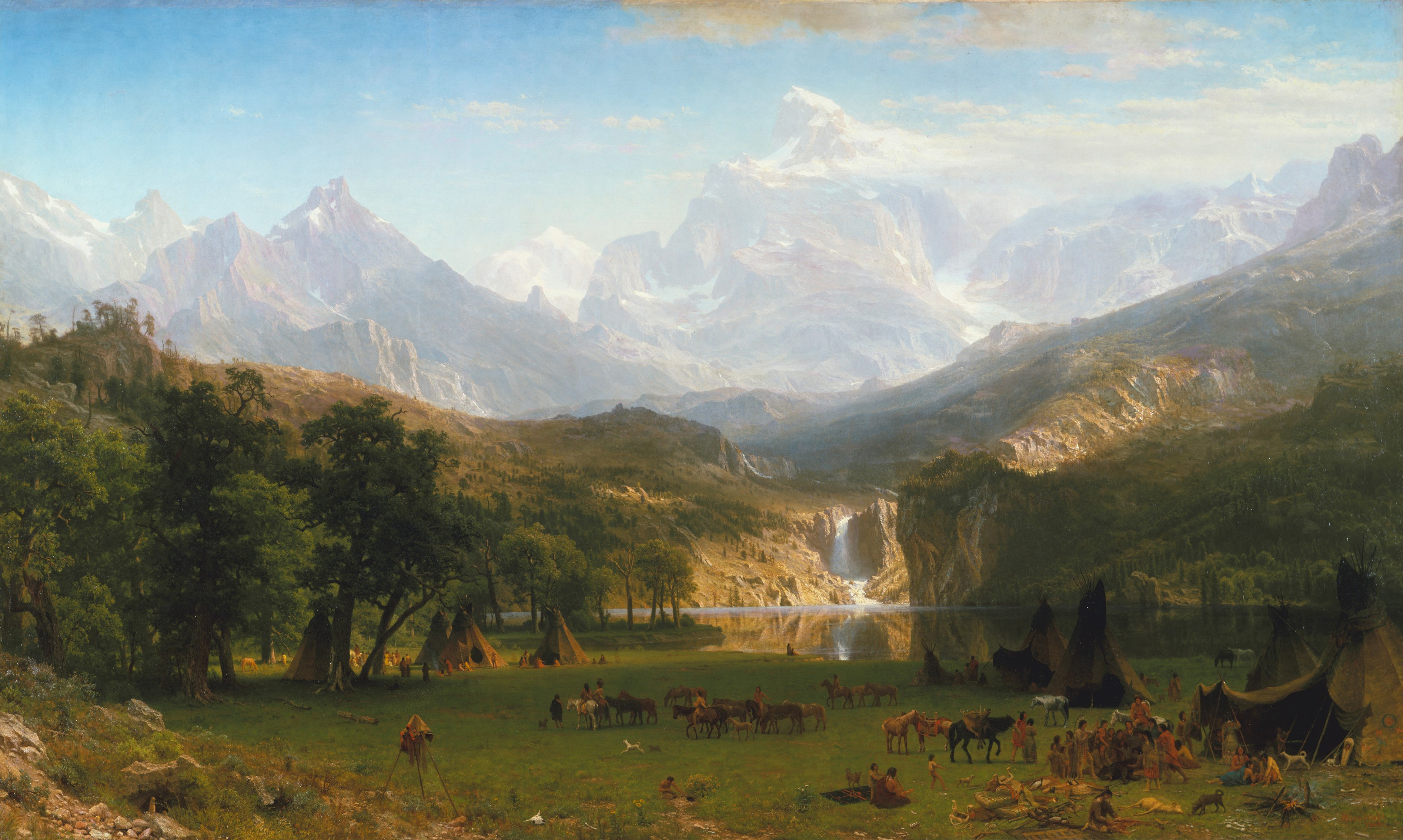
Albert Bierstadt, Montagnes Rocheuses, 1863, Museum of Modern Art, New York.
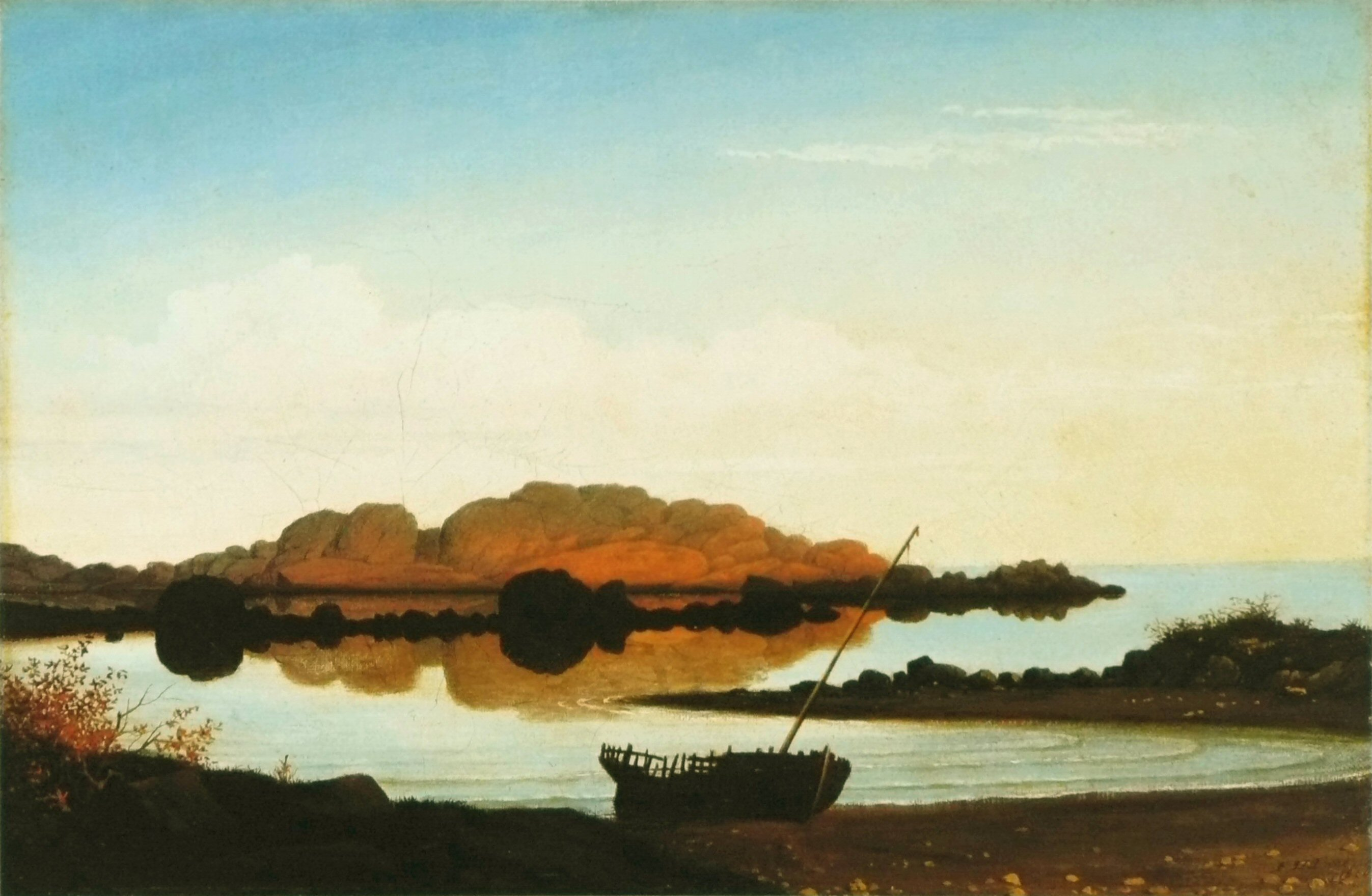
Fitz Henry Lane, Brace's Rock, 1864, Terra Foundation for Art, Chicago.

### Les Autochtones dans la peinture américaine
Avec la conquête de l'Ouest, les Américains furent confrontés aux Autochtones qui devinrent un des thèmes de la peinture américaine du XIXe siècle. George Catlin (1796–1872) fut l'un des premiers à s'intéresser aux sociétés amérindiennes et à l’exploration du Mississippi. L'artiste peignit plusieurs portraits d'Amérindiens en costume traditionnel sur commande de Louis-Philippe Ier en 1845. Catlin est l'un des représentants de la peinture « scientifique » précieuse pour son intérêt ethnologique. La toile de John Wesley Jarvis, Black Hawk and his Son Whirling Thunder (1833) montre l'acculturation des Amérindiens : le père porte le costume occidental. Jarvis représenta les deux personnages comme il aurait peint des notables blancs. Les Amérindiens furent souvent présentés comme une menace, une entrave à la conquête de l'Ouest : George Caleb Bingham mit en valeur les jeux de lumière de Captured by Indians et Belated Wayfarers (1856). Alfred Jacob Miller qui voyagea dans l'ouest et produisit des aquarelles nerveuses sur les Amérindiens. Albert Bierstadt s'intéressa aussi aux Amérindiens (View of Chimney Rock, Ogalillalh Sioux Village in Foreground, 1860 ; Indian Camp, 1858-1859). Frederick Remington (The Smoke Signal, 1905) prolongea le thème des Amérindiens dans la première moitié du XXe siècle. Le quotidien des cow-boys et des pionniers sur la Frontière se retrouve dans les toiles de Frederick Remington. D'autres peintres mirent en valeur les héros de l'ouest tels que Buffalo Bill. Plusieurs peintres tels qu'Emanuel Leutze peignirent la Destinée manifeste.

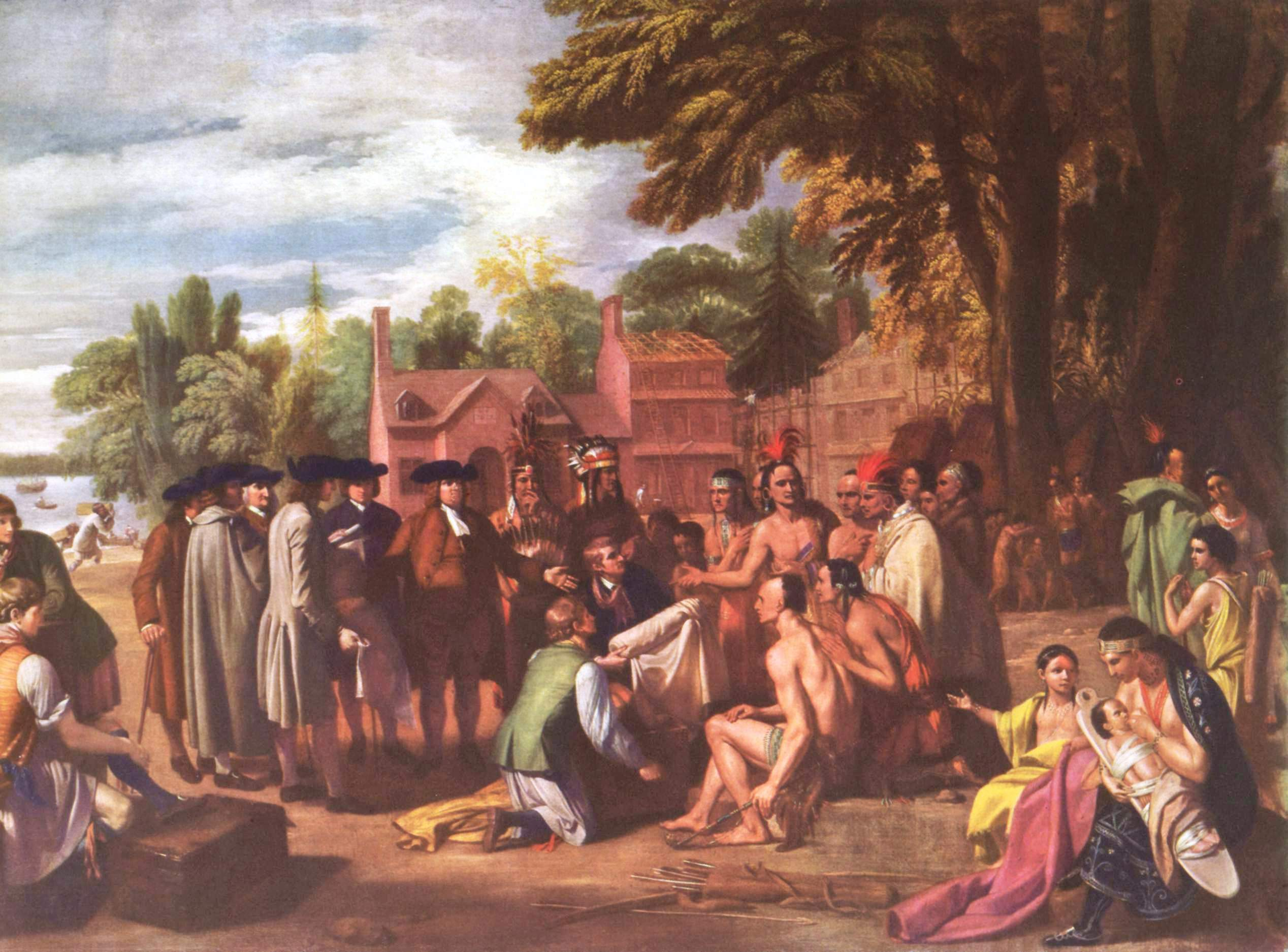
Benjamin West, Treaty of Penn with Indians, 1771-1772
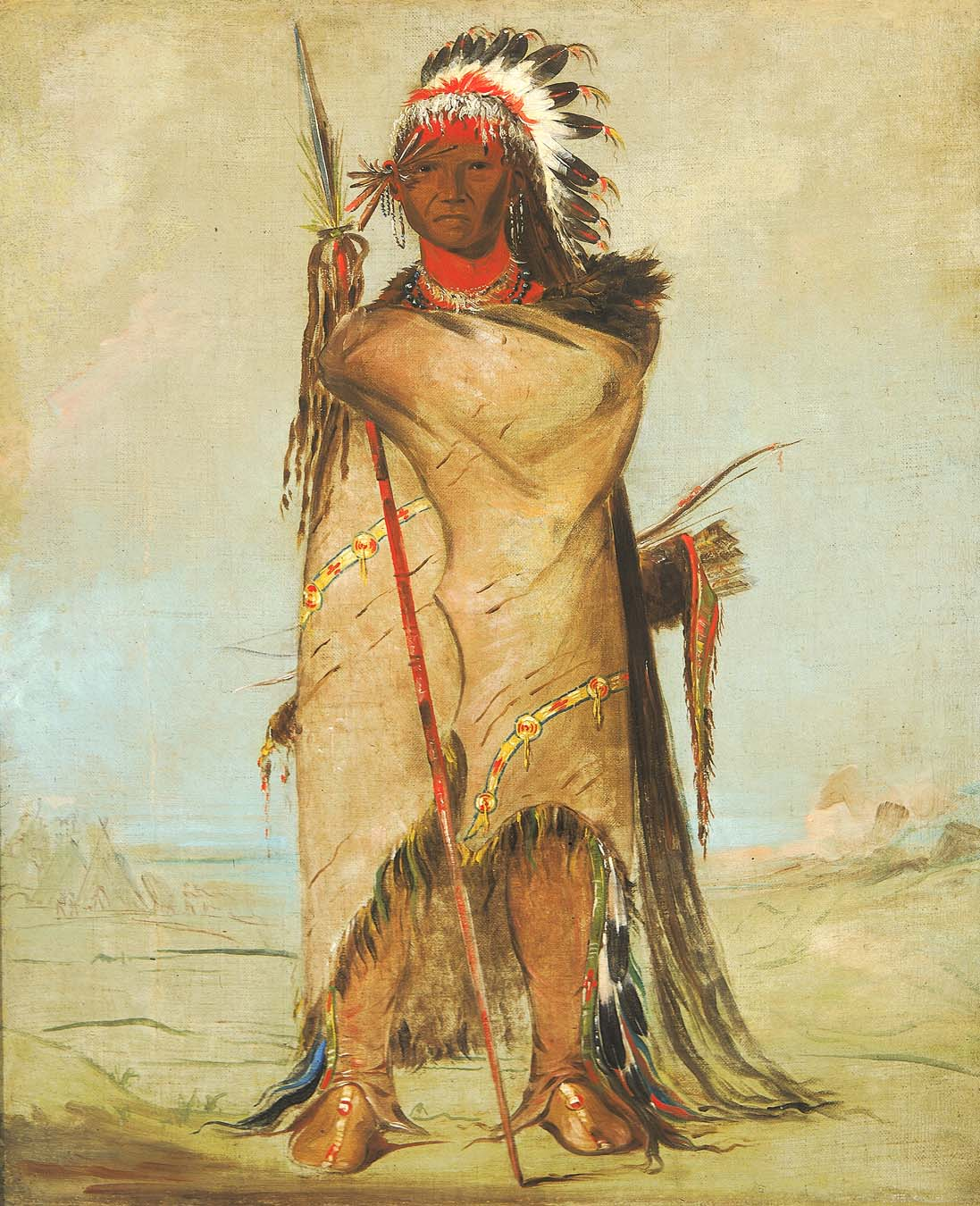
George Catlin, Hó-ra-tó-a, a Brave, 1832
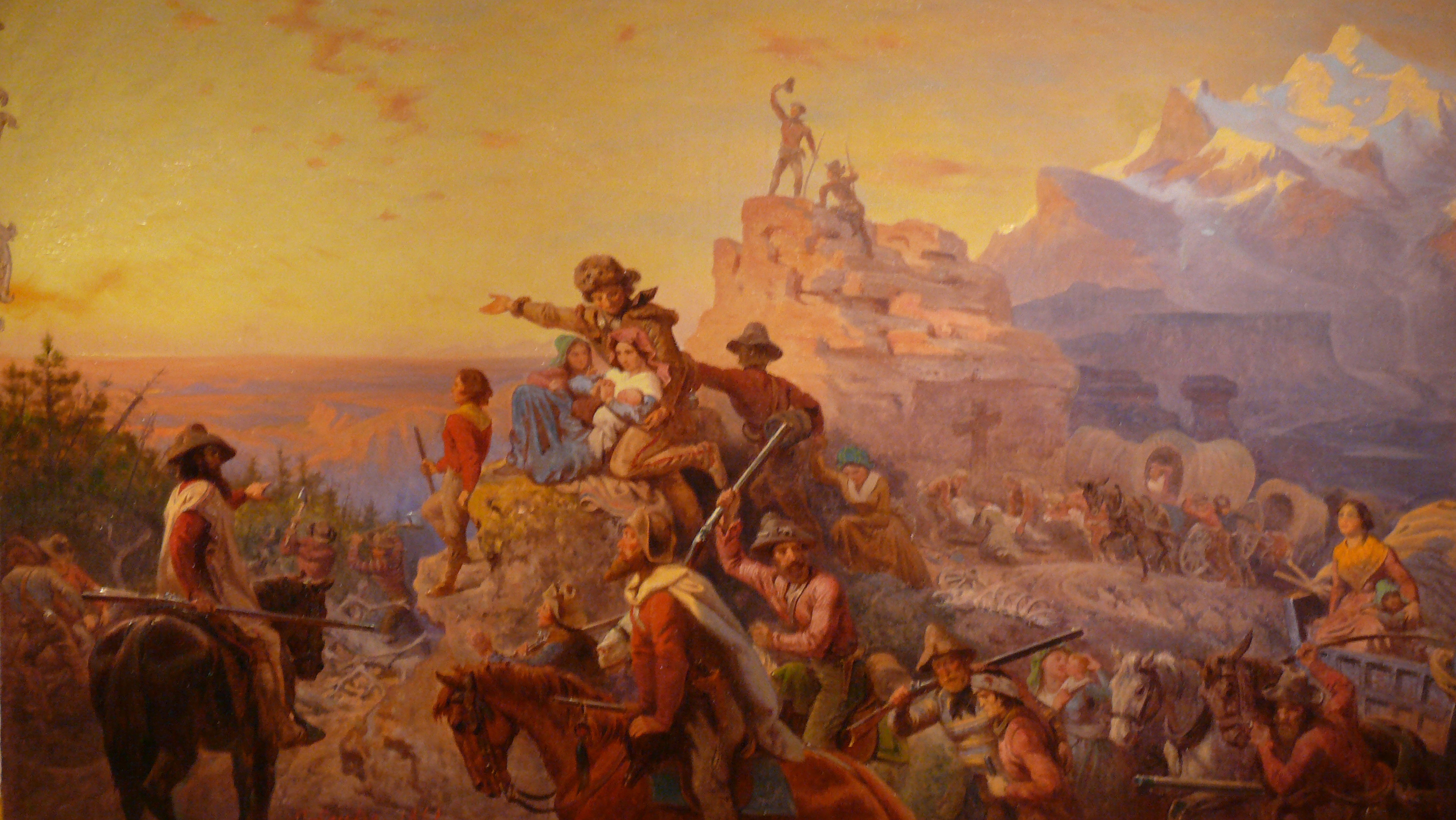
Emanuel Leutze, Westward, 1860
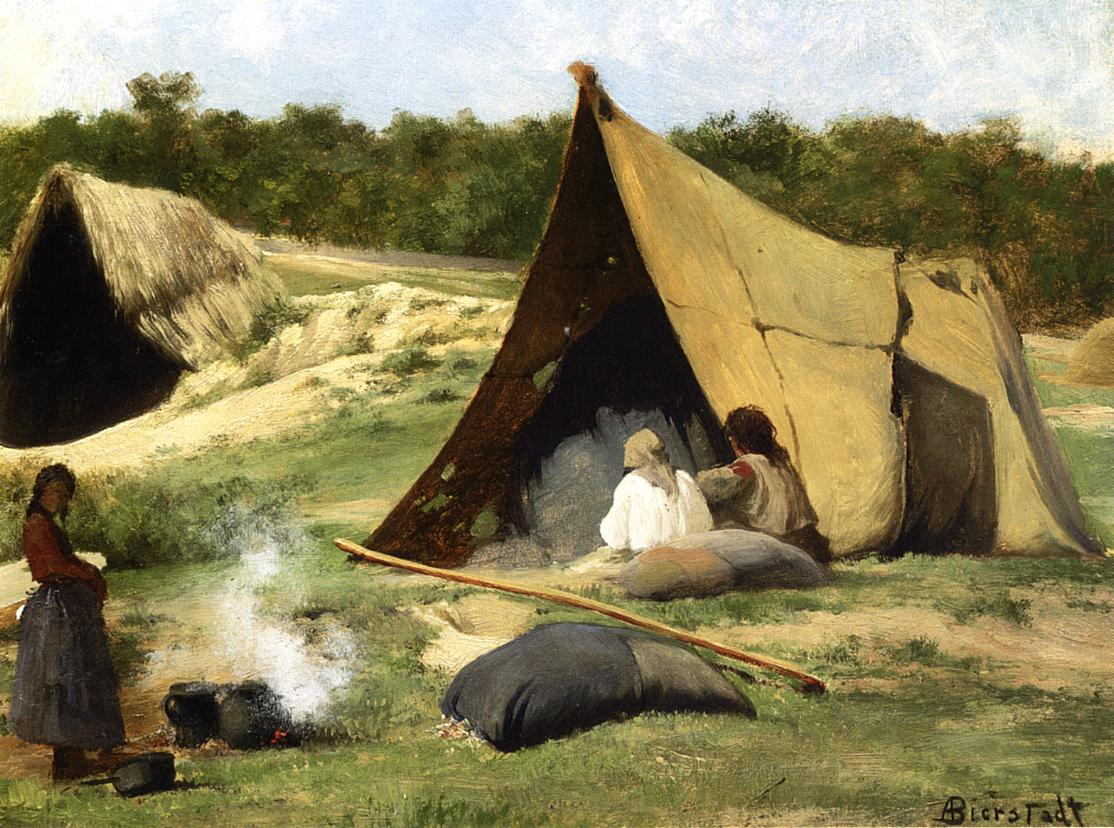
Albert Bierstadt, Indian Camp, 1858-1859

### De la Guerre de Sécession à la Première Guerre mondiale (1861-1918)
Après 1850, la conquête de l'Ouest, la Guerre de Sécession, l'urbanisation, l'industrialisation transformèrent les États-Unis qui accédèrent au rang de puissance mondiale. Ces mutations affectèrent la peinture de la deuxième moitié du XIXe siècle. Les artistes américains s'adaptèrent à l'ouverture internationale de leur pays et appliquèrent les techniques européennes. Leur succès et leur réputation allèrent en grandissant : les Américains furent ainsi les peintres étrangers les plus nombreux au salon annuel de Paris.

#### Peinture de genre
La peinture de genre s'épanouit au XIXe siècle et traite de la vie des gens ordinaires. Aux États-Unis, elle connaît un grand succès dans les années 1830-1840. William Sidney Mount (1807-1868) est considéré comme le fondateur de la peinture de genre américaine. Ses œuvres traitent du quotidien des fermiers de Long Island (le Marchandage d'un cheval, 1835, New York Historical Society, New York) et s'inspirent des peintures de genre anglaises. Mount est également fasciné par les Afro-Américains qu'il représente toujours de manière digne. On retrouve les Noirs américains dans les toiles de John Lewis Krimmel (1787-1821), un Allemand qui émigra à Philadelphie en 1809. George Caleb Bingham (1811-1879) s'intéressa aux activités des trappeurs et des bateliers du Mississippi qui incarnaient les valeurs de l'Ouest, telles que l'indépendance, la solidarité et la liberté. L'élection au comté montre aussi un monde d'ivrognes, d'intrigants et d'inégalités sociales. La tradition de la peinture de genre se prolongea au XXe siècle avec des artistes comme Thomas Hart Benton (1889-1975).

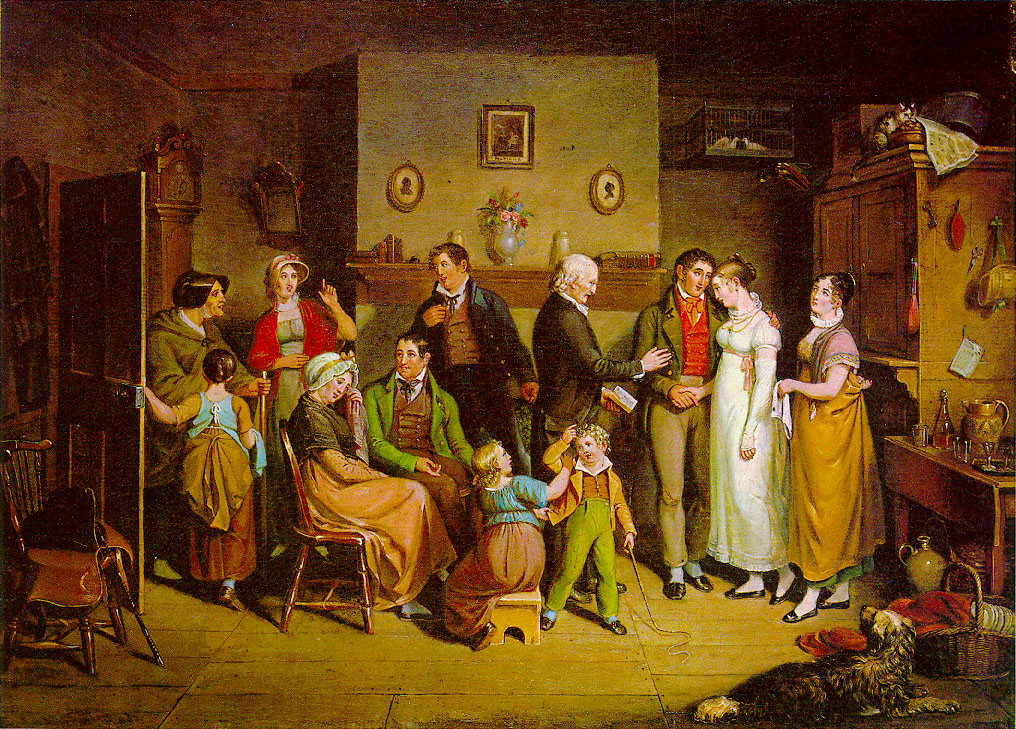
John Lewis Krimmel, The Country Wedding, 1820.
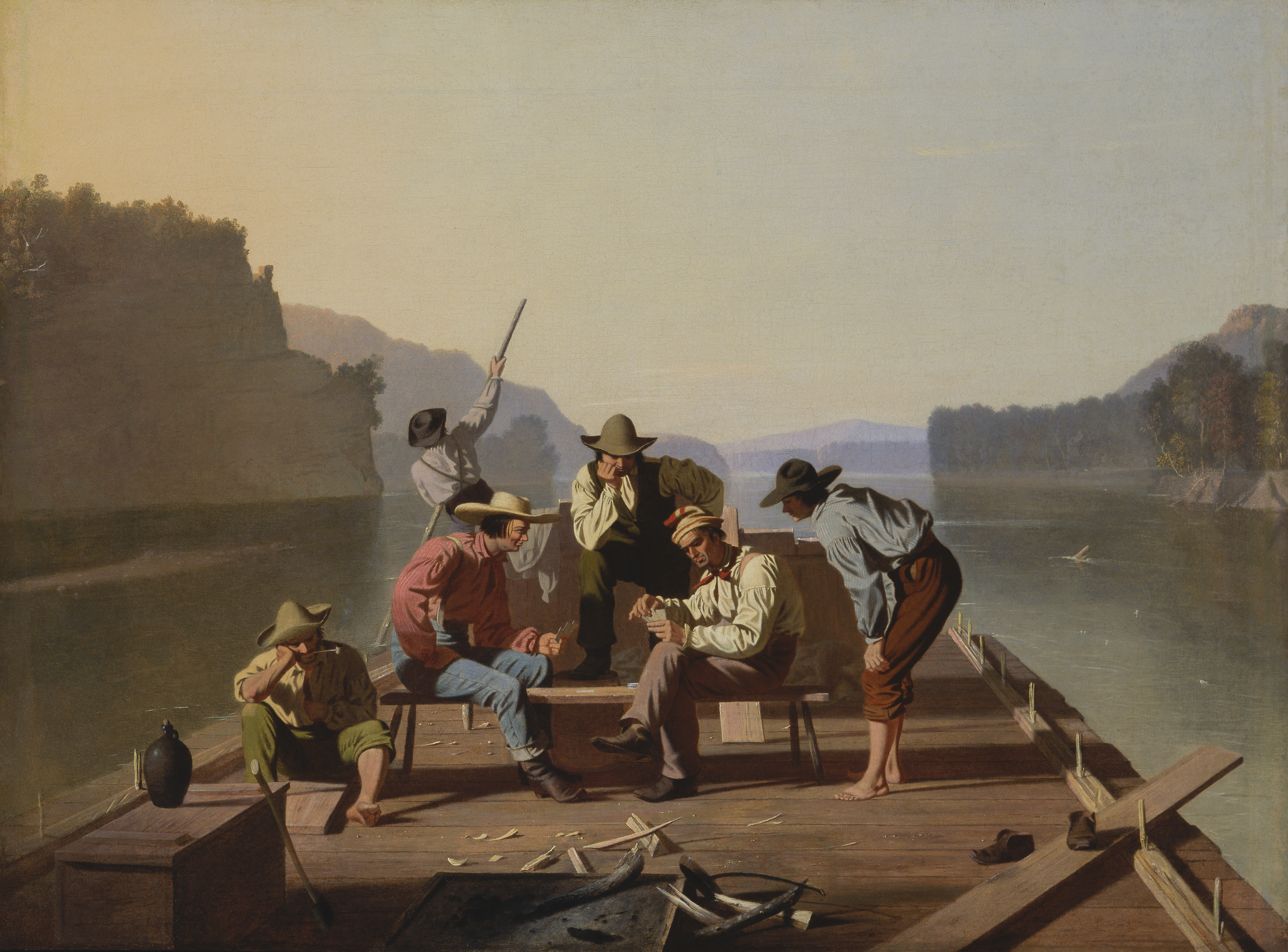
George Caleb Bingham, Raftsmen Playing Cards, 1847, musée d'art de Saint-Louis.
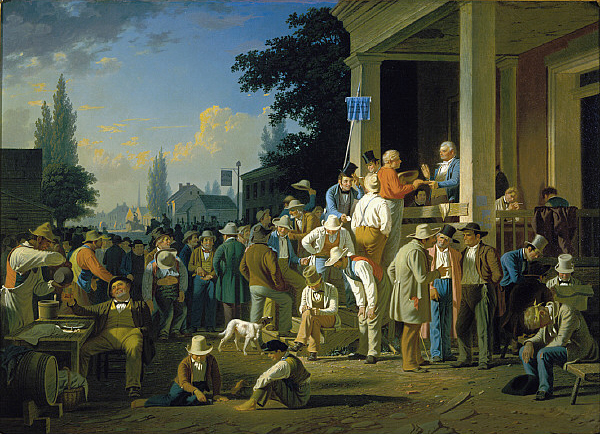
George Caleb Bingham, The County Election, 1852, musée d'art de Saint-Louis.
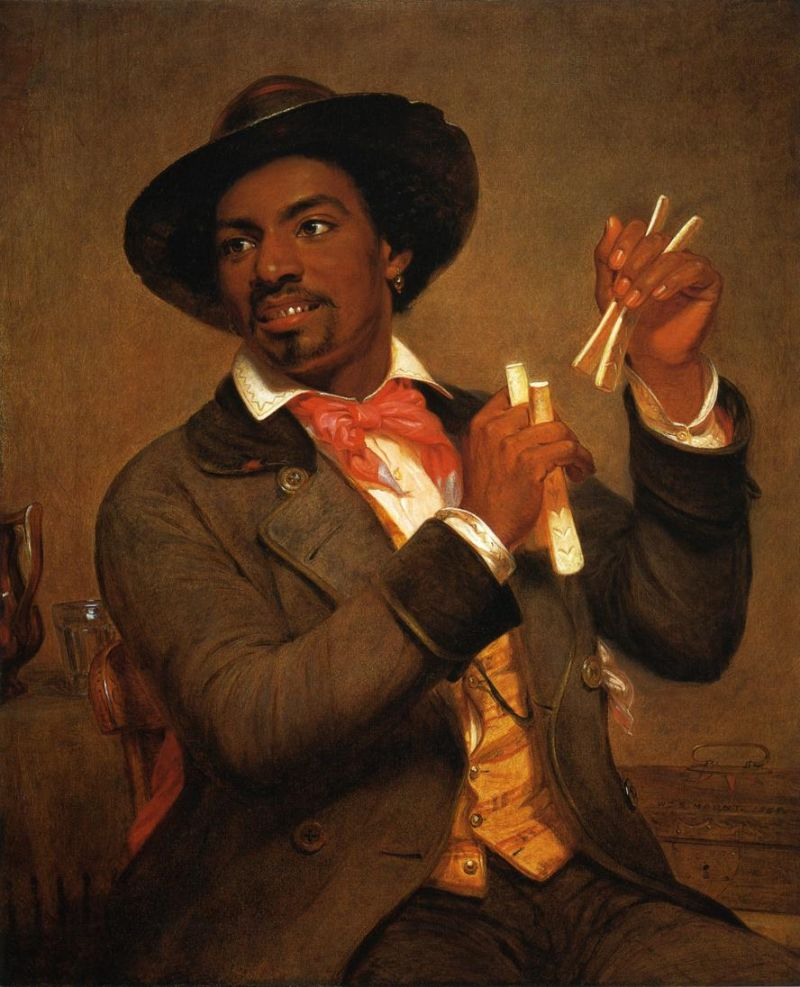
William Sidney Mount, The Bone Player, 1856.

#### Tonalisme et école de Barbizon
Le tonalisme (1880-1915) est un genre de peinture de paysage influencé par l'école de Barbizon,. Son principal représentant américain fut George Inness (1825-1894) dont les paysages montrent la bonté de la nature, ce qui témoigne de liens avec l'Hudson River School. Mais les paysages de George Inness ne sont plus sauvages et intègrent les aménagements humains tels que le chemin de fer (The Lackawanna Valley, 1855).
William Morris Hunt, Homer Dodge Martin, Alexander Wyant, Jonathan Eastman Johnson, furent également des disciples de l'école de Barbizon. La plupart ont adopté le style français tout en représentant des sujets américains. Les productions de ce courant traduisent la nostalgie pour la vie rurale traditionnelle. William Morris Hunt admirait les œuvres de Jean-François Millet qui aimait traiter les sujets humbles avec gravité. Homer Dodge Martin se distingue par son style poétique.

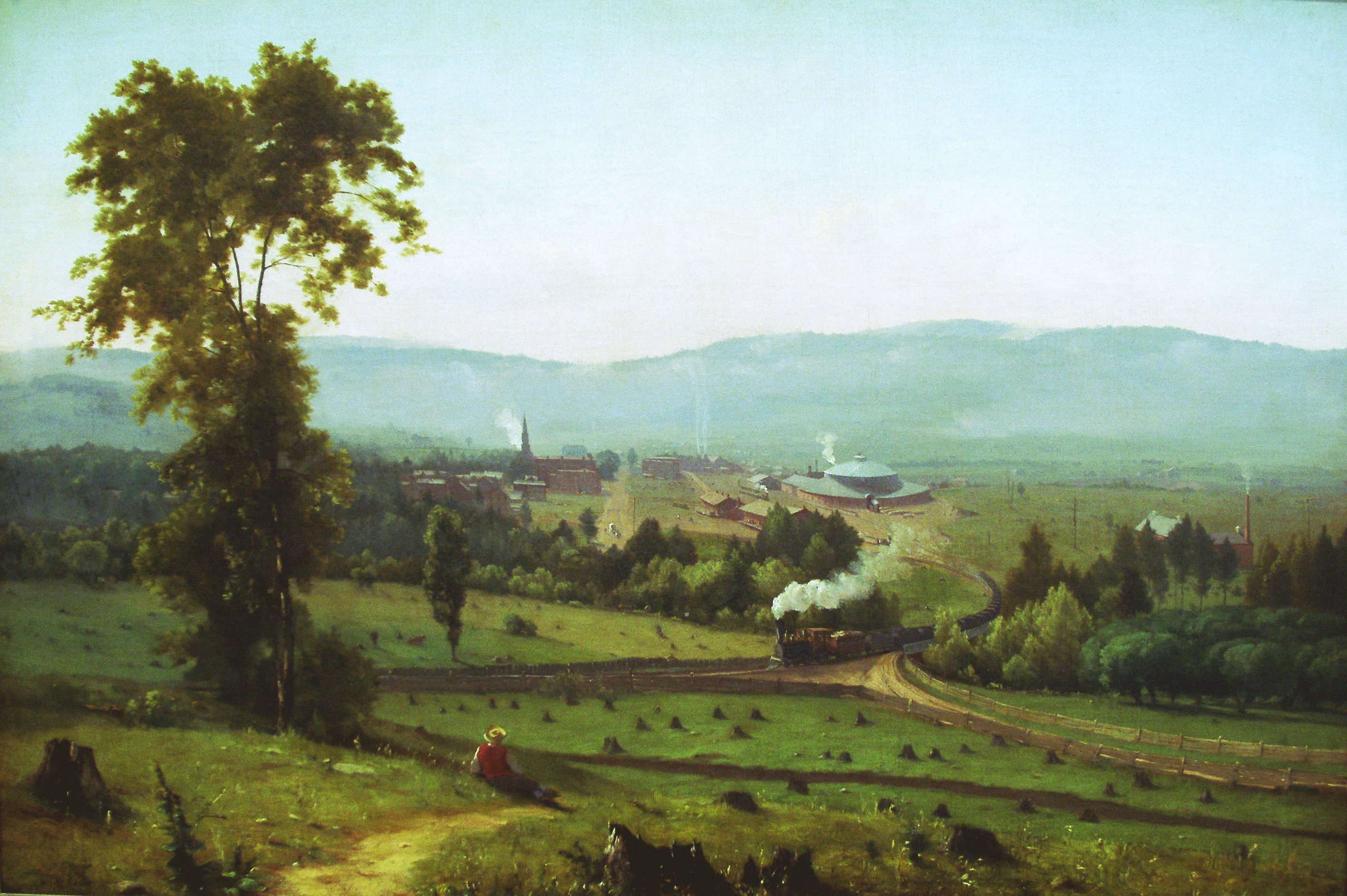
George Inness, The Lackawanna Valley, 1855, National Gallery of Art
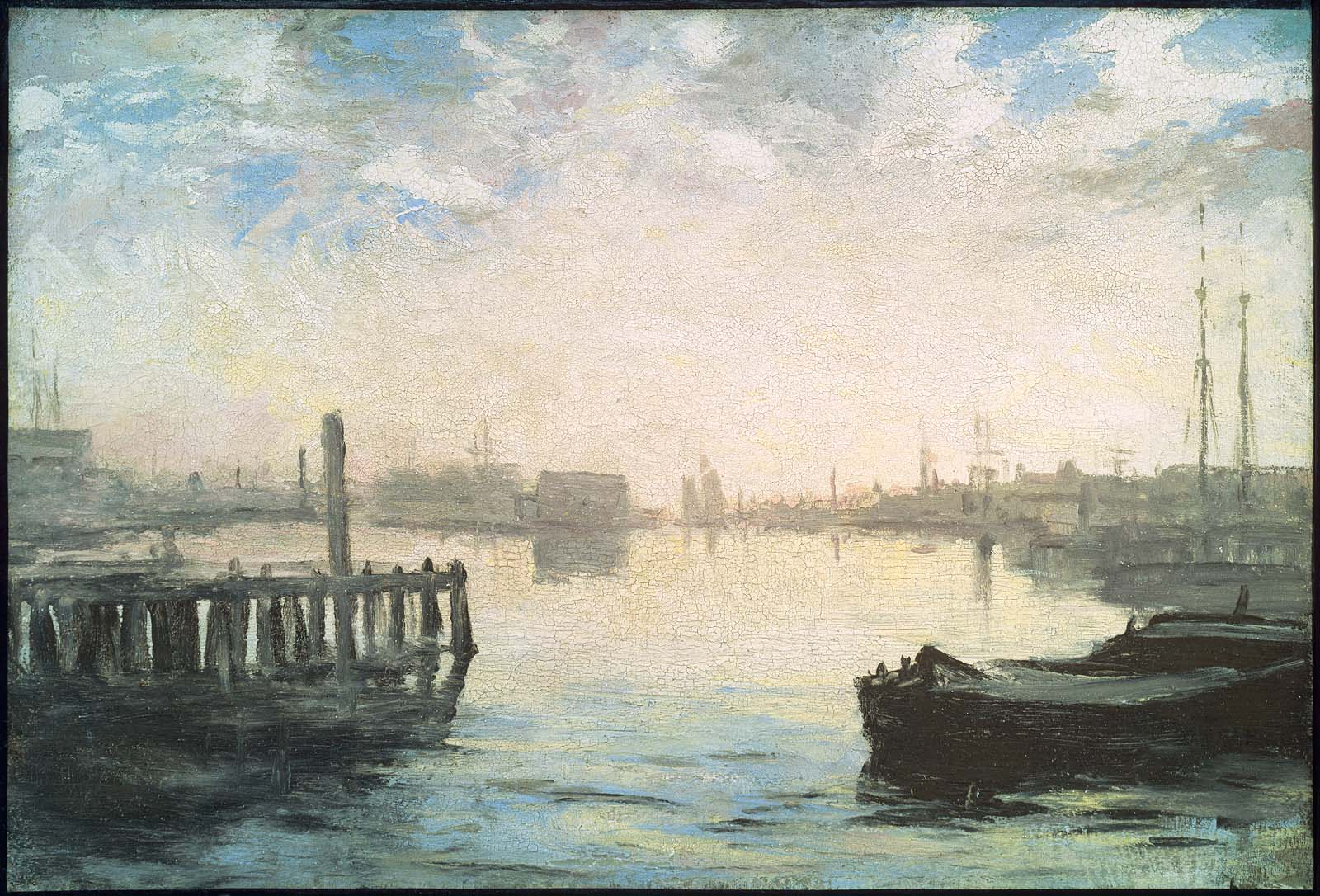
William Morris Hunt, Gloucester Harbor, vers 1877, musée des beaux-arts, Boston
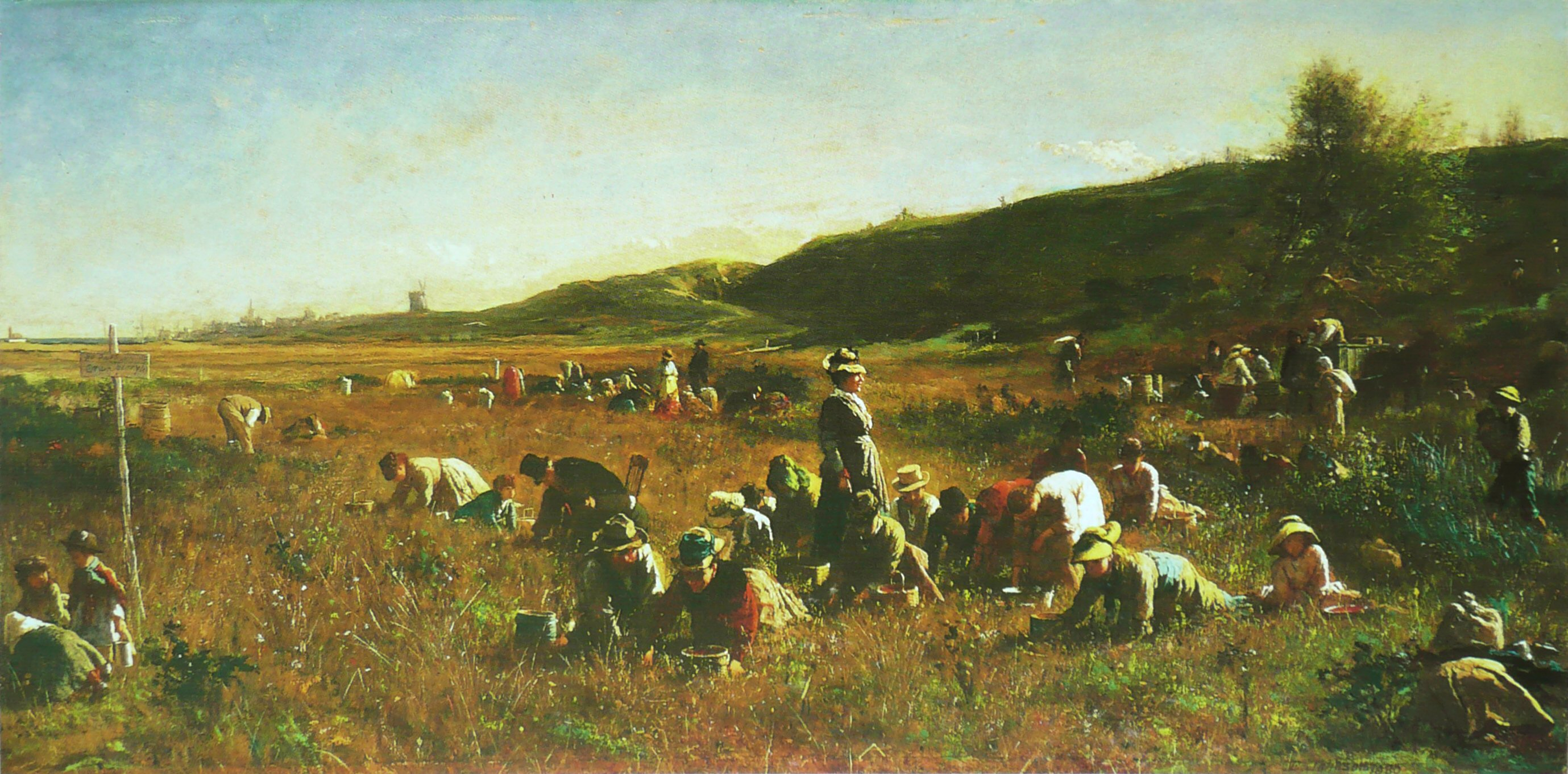
Eastman Johnson, The Cranberry Harvest on the Island of Nantucket, 1880, Timken Museum of Art, San Diego
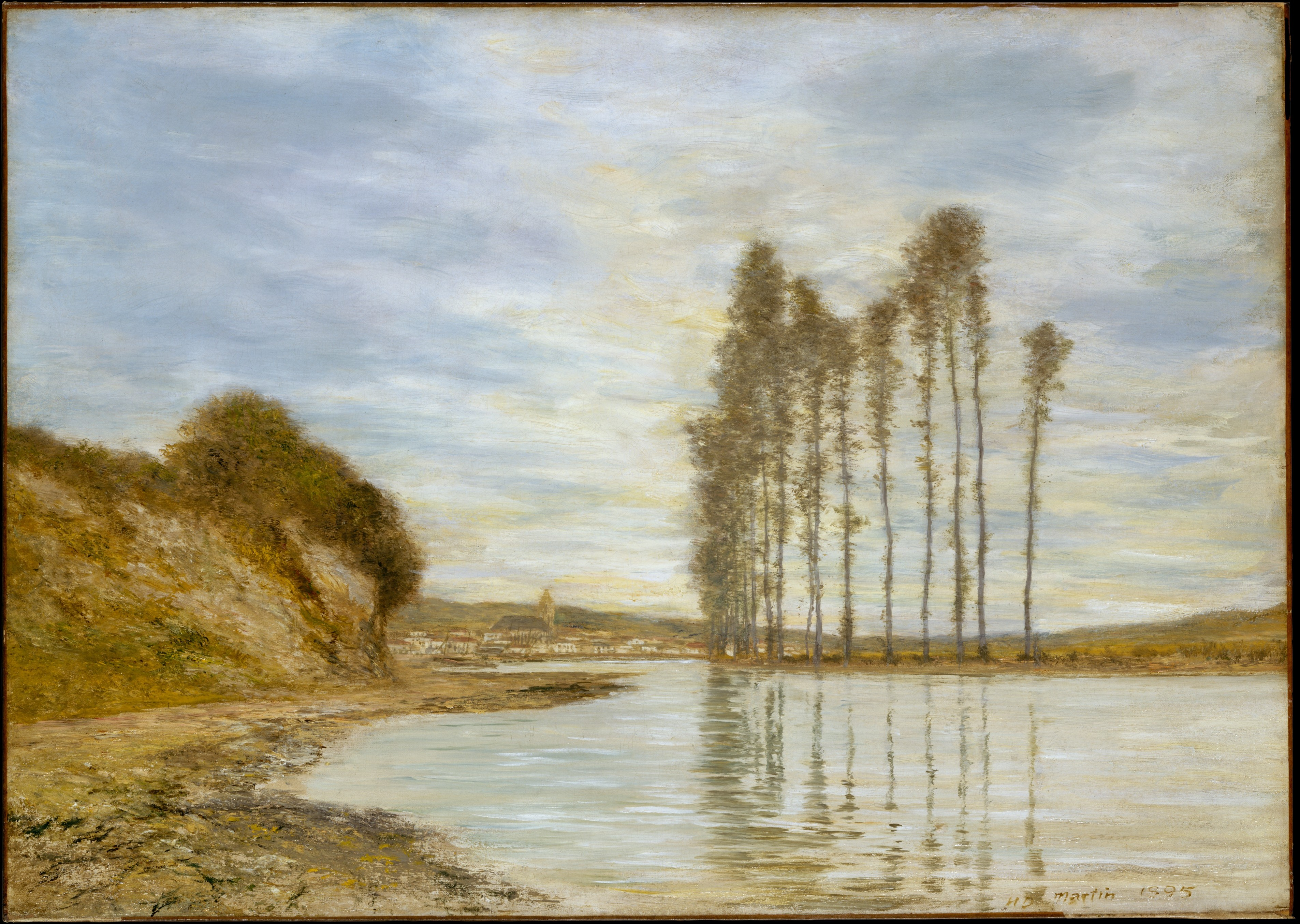
Homer Dodge Martin, View on the Seine: Harp of the Winds, 1893-1895

### Naturalisme et réalisme
Jean-Léon Gérôme influença de nombreux peintres américains. Julius Gari Melchers, Walter Gay, Frederick Arthur Bridgman, Francis Davis Millet (1846-1912) se spécialisèrent dans la peinture de genre (monde du travail, scènes religieuses) avec une touche d'orientalisme pour Bridgman. Plusieurs Américains se sont formés à l'école de Munich et ont représenté les basses classes sociales dans le style hollandais du XVIIe siècle : on peut citer Frank Duveneck (1848-1919), William Merritt Chase (1849-1916) et Frank Currier.
Winslow Homer (1836-1910) fait partie des artistes américains de cette époque qui ne se sont pas formés à l'étranger. Homer est le principal représentant du réalisme américain et a privilégié les thèmes ruraux, sans négliger le monde des enfants. Installé dans le Maine à la fin de sa vie, il peint avec lyrisme des marines et des paysages, traduisant les forces spirituelles de la nature. Homer a su se distinguer par son sens très personnel de la couleur.
Thomas Eakins (1844-1916) fit des études de médecine aux États-Unis, fréquenta l'atelier du peintre Gérôme à Paris, avant de s'installer définitivement à Philadelphie. Eakins est le peintre des classes moyennes américaines et se rattache aux réalistes français. Il figura des baigneurs et des athlètes avec précision.
Albert Pinkham Ryder (1847-1917) subit une infection lui ayant abîmé la vue quand il était enfant. Comme Winslow Homer, il peint des marines et il est considéré comme « la personnalité la plus originale de l'époque romantique ». Par son univers fantasmagorique et ses couleurs vives, il est vu comme le précurseur de l'expressionnisme américain.

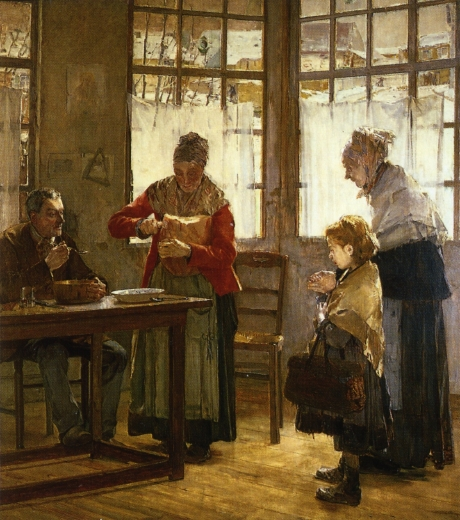
Walter Gay, Charité, 1889, collection privée
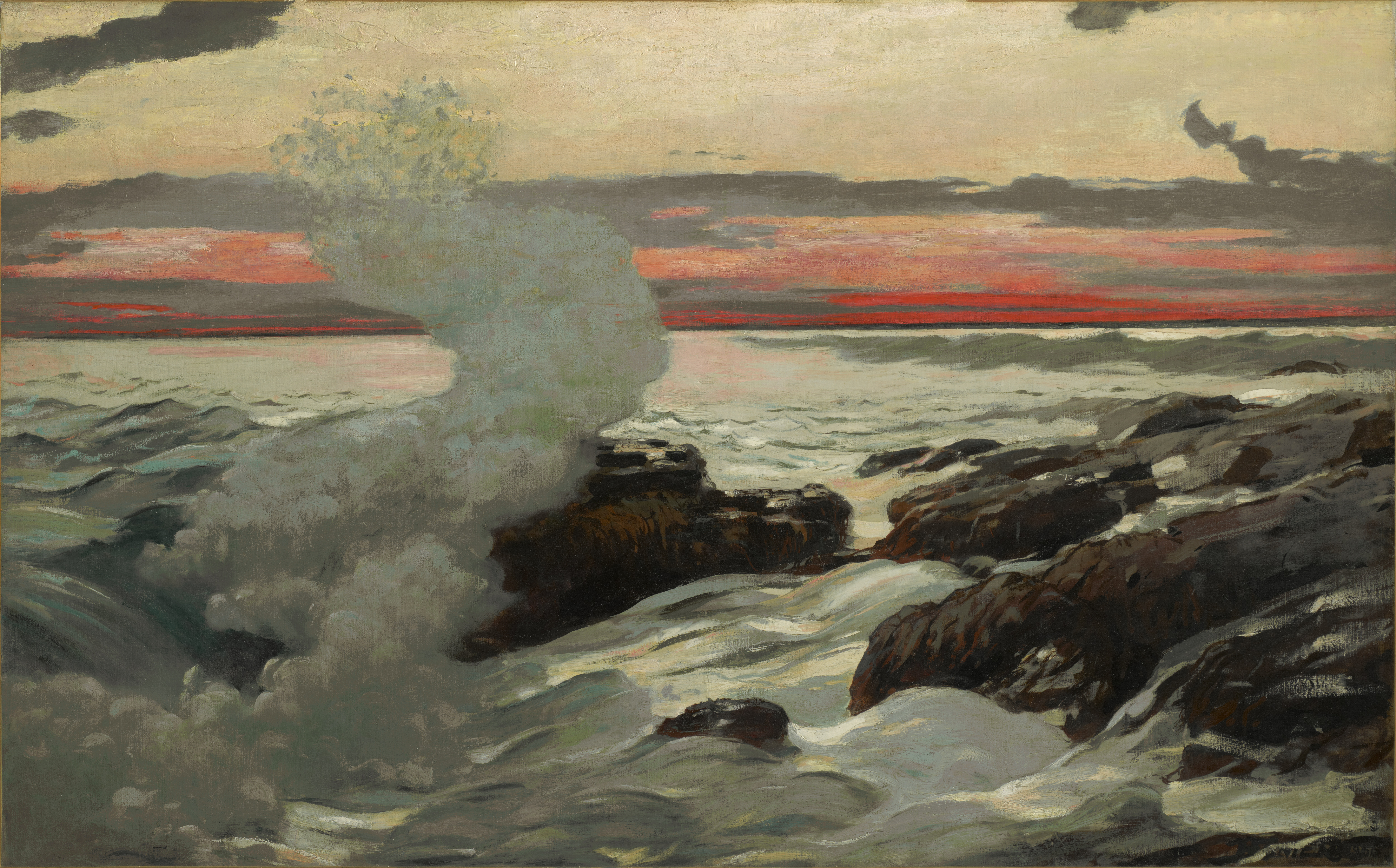
Winslow Homer, West Point, Prout's Neck, 1900, Clark Art Institute, Williamstown
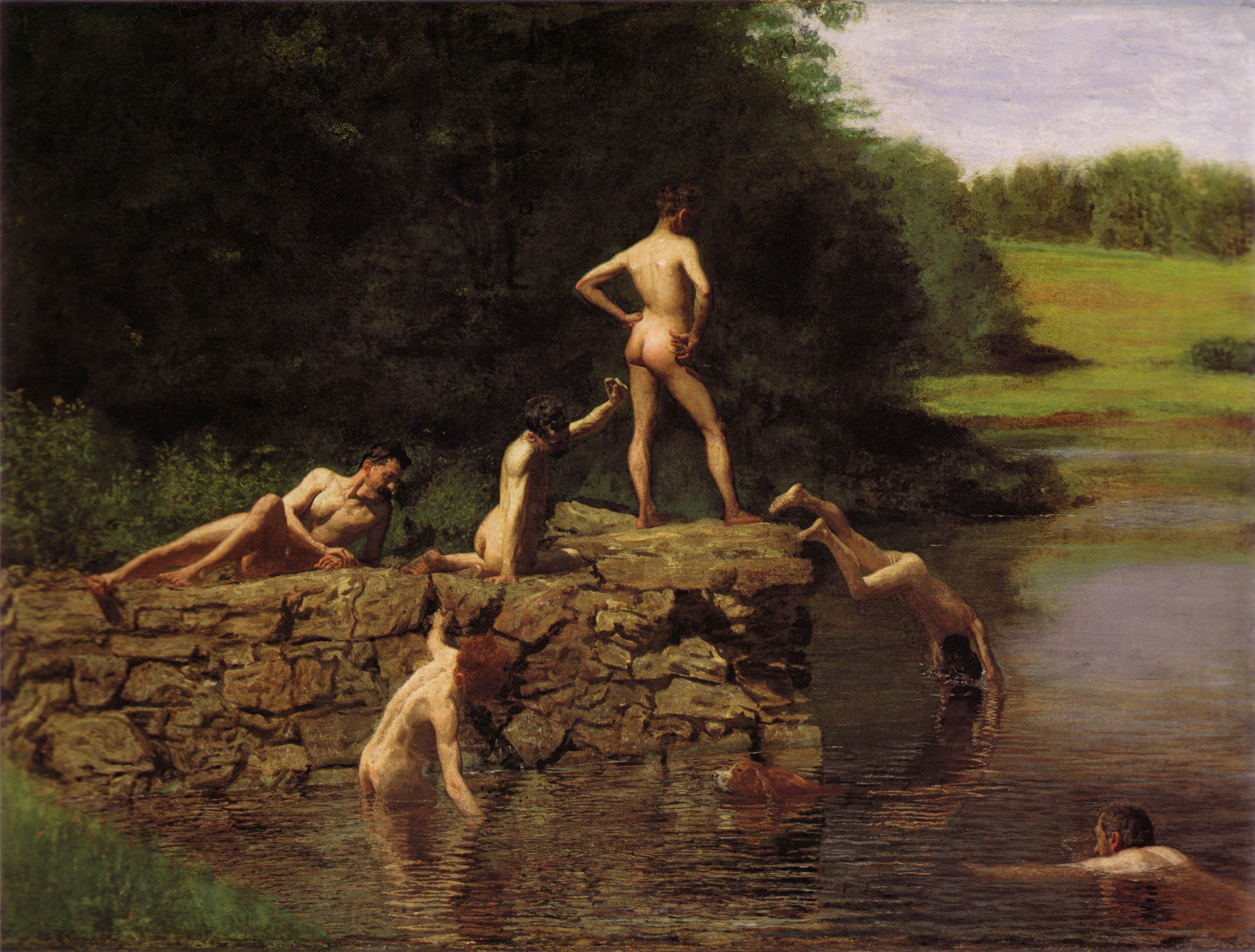
Thomas Eakins, The Swimming hole, 1885, Amon Carter Museum, Ft. Worth, Texas
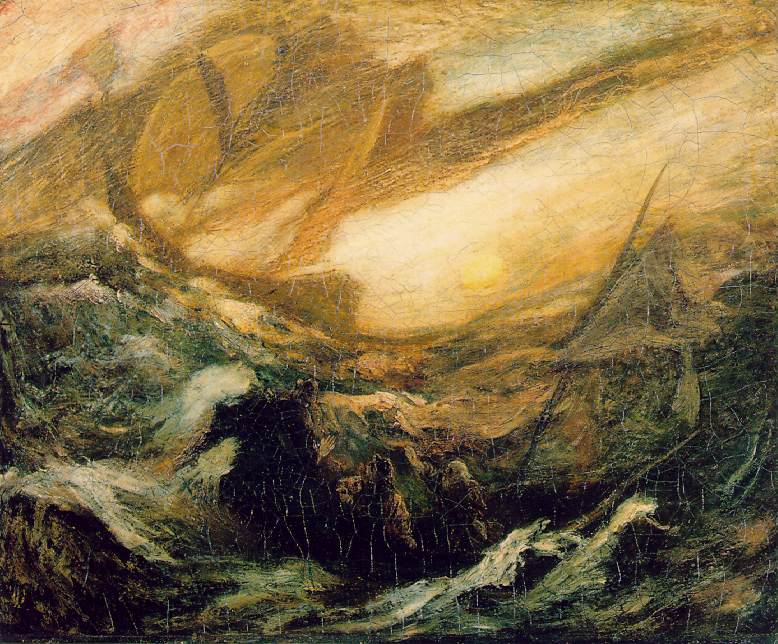
Albert Pinkham Ryder, The Flying Dutchman, vers 1896

### Impressionnisme américain (fin duXIXesiècle– début duXXesiècle)

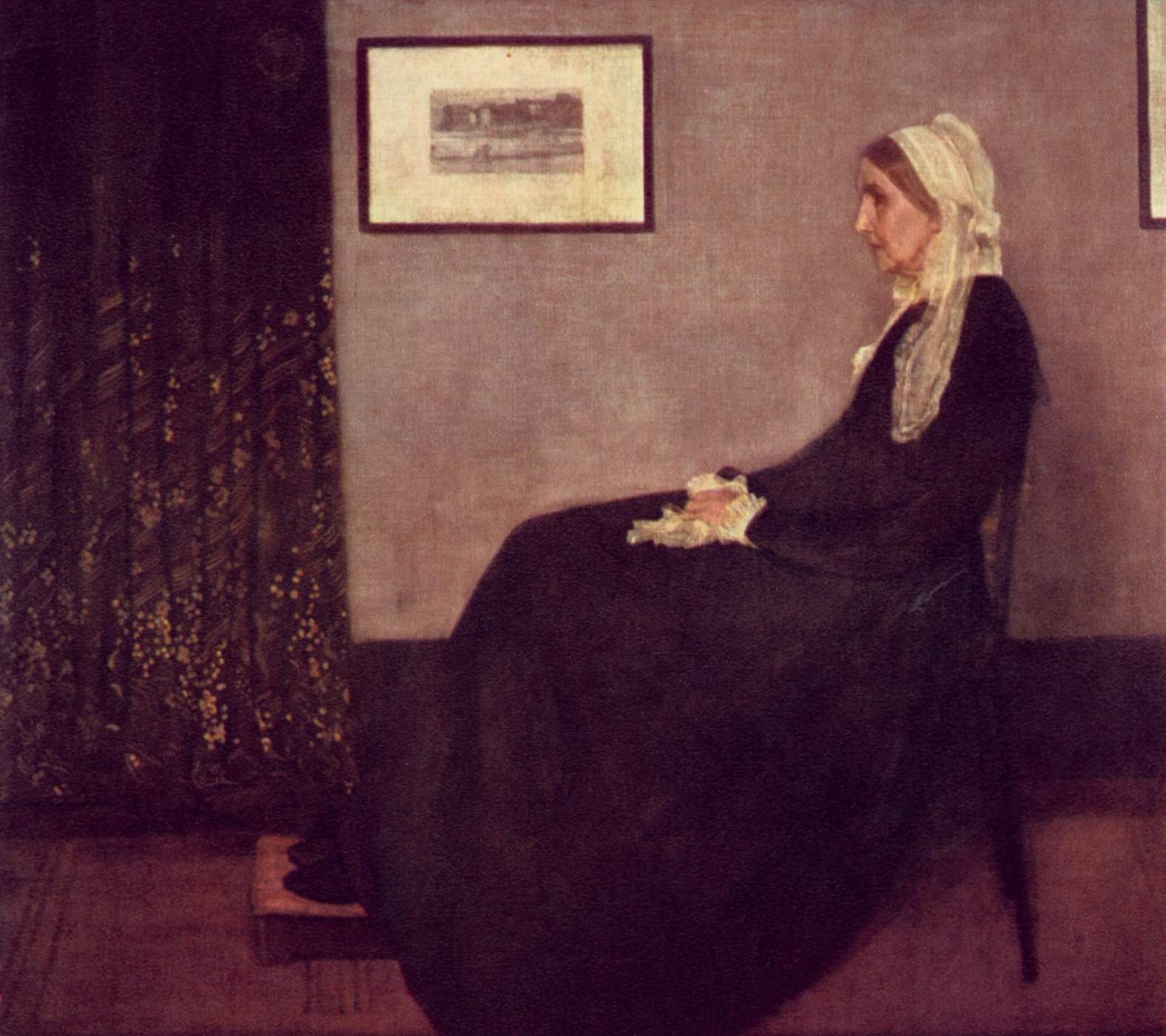
James Abbott McNeill Whistler, Arrangement en Noir et Gris (1871)

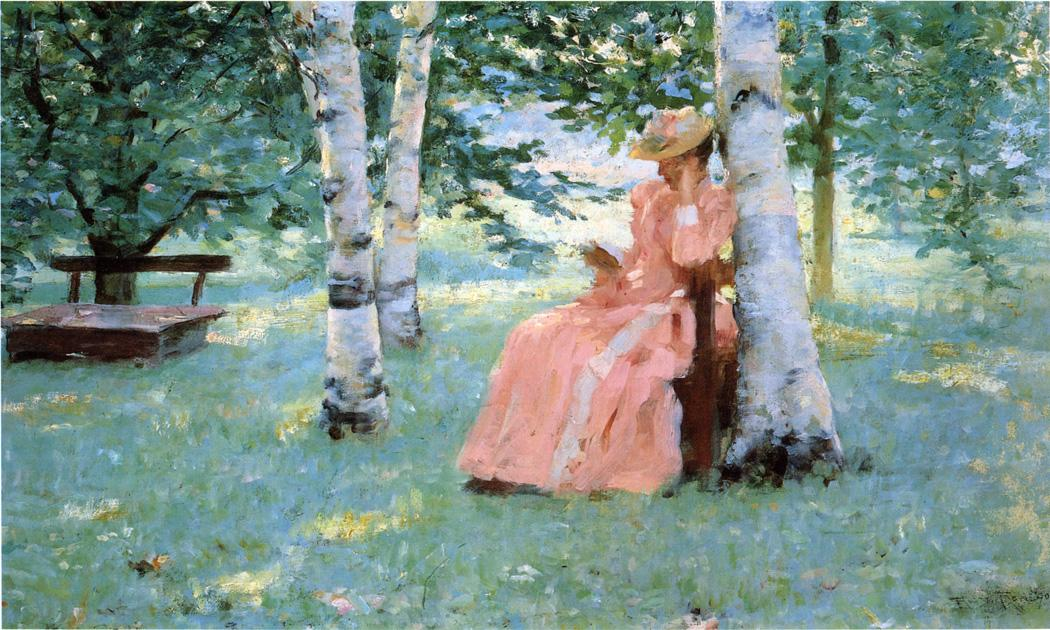
Robert Lewis Reid, Rêverie

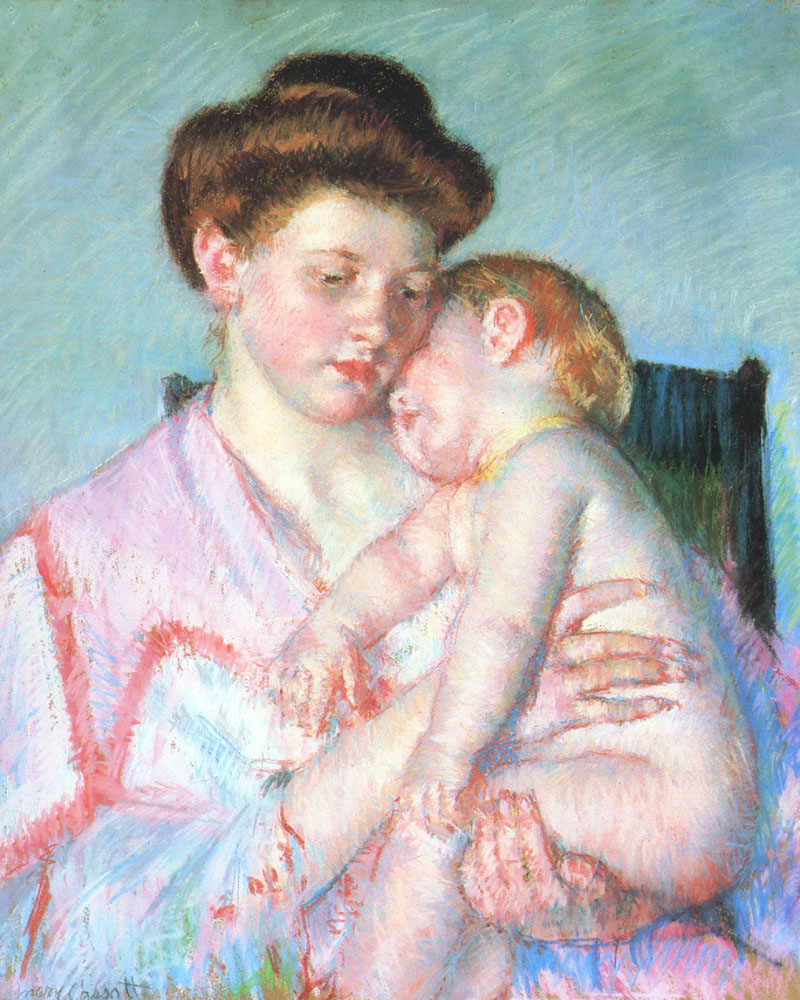
Mary Cassatt, Sleepy baby, v1910

L'impressionnisme est un mouvement pictural qui apparut en France dans les années 1860. Il se caractérise par une tendance à noter les impressions fugitives à mobilité des phénomènes plutôt que l'aspect stable et conceptuel des choses. Le nouveau style fut mis à l'honneur aux États-Unis grâce à de grandes expositions à Boston et à New York dès les années 1880. Les premiers peintres américains impressionnistes tels que Theodore Robinson visitèrent la France et se lièrent d'amitié avec des artistes comme Claude Monet.
Des années 1890 aux années 1910, l'impressionnisme américain se développa dans les « colonies d'artistes », c'est-à-dire dans des groupes de peintres vivant ensemble et partageant un même style. Elles se formaient dans de petites villes où le coût de la vie était raisonnable, où les paysages offraient des thèmes pour les tableaux et où les peintres pouvaient trouver une clientèle pour les acheter. Certaines de ces colonies continuèrent d'être actives dans les années 1920. En France, Giverny accueillit autour de Claude Monet des peintres américains entre 1887 et 1914 : Willard Metcalf, Louis Ritter (en), Theodore Wendel, John Leslie Breck.
La peinture impressionniste tomba en désuétude après l'exposition internationale d'art moderne de l'Armory Show, qui s'est tenue à New York en 1913. L'impressionnisme américain connut une renaissance dans les années 1950 lorsque les grands musées américains organisèrent des expositions sur ce style. Les impressionnistes américains furent les témoins des changements sociaux et culturels liés à l'urbanisation et à l'industrialisation. Ils peignirent l'agitation de la vie citadine (New York par Childe Hassam) tout comme la sérénité des paysages ruraux (Sargent dans les Cotswolds, Chase à Southampton dans l'État de New York, Twachtman à Greenwich dans le Connecticut). Ils figurèrent des sujets plus intimistes dans des intérieurs tranquilles à l'instar de Mary Cassatt, Edmund Tarbell, Frank Weston Benson.
Parmi les peintres impressionnistes américains, Mary Cassatt (1844-1926) tient une place particulière : installée et formée en France, elle côtoya les impressionnistes français (Edgar Degas et Claude Monet). Elle est considérée comme la première femme peintre américaine. Le thème de la mère et de l'enfant représente un tiers de sa production, alors qu'elle n'enfanta jamais. Mary Cassatt eut un rôle important dans la diffusion de l'impressionnisme auprès de ses compatriotes. James Whistler (1834-1903) est « l'un des artistes américains les plus modernes et les plus influents de la fin du XIXe siècle ». Il partagea le sort des impressionnistes refusés au Salon officiel de Paris, même si son œuvre n'est pas impressionniste au sens strict. Ses peintures traduisent souvent ses sentiments intimes, comme la solitude. Il peignit des portraits élégants en utilisant des couleurs subtiles et des formes harmonieuses.
John Singer Sargent (1856-1925) a beaucoup voyagé, mais il finit son existence en Amérique. Ses portraits utilisent une palette sobre comparable à celle de Velasquez.
Parmi les impressionnistes américains, le groupe des dix exerce à New York et adopte des positions esthétiques radicales. Il fut formé par Thomas W. Dewing et Frank Benson en se séparant de la Society of American Artists. Weir introduit des ponts modernes, des éléments mécaniques dans ses toiles. Dewing se spécialise dans les scènes d'intérieur qui transpirent la solitude ou la mélancolie. Robert Reid ne peint presque que des jeunes femmes dans un beau décor de plantes et de fleurs.
L'impressionnisme américain se subdivisa en écoles régionales : Edmund Tarbell et Frank Benson participent à la Boston School spécialisée dans la peinture des femmes élégantes en intérieur avec des références à Vermeer. Les autres écoles régionales correspondent aux colonies d'artistes dispersées dans le pays : Hoosier School (Indiana), School of Old Lyme (Connecticut), écoles de Pennsylvanie et de Californie. Les impressionnistes de la figure décorative représentent des femmes dans des jardins et des nus : ils forment la deuxième génération de peintres américains à Giverny et acquièrent une réputation internationale. On peut citer Parker, Guy Rose, E Graecen, Louis Ritman, F.C. Frieseke et R.E. Miller.

## Le premierXXesiècle
La première moitié du XXe siècle est un moment de tâtonnements pour affirmer une identité artistique américaine. Les artistes américains de cette période sont méconnus en Europe. Après la Seconde Guerre mondiale, les États-Unis s'affirment comme un véritable foyer de création artistique.

### Réalisme américain (1900-1945)
Le début du XXe siècle est entre autres marqué par la formation de l'Ash Can School, littéralement « école de la poubelle ». Il s'agit d'un style réaliste et social, hostile à la société inégalitaire de l'époque. Elle est connue pour la représentation de scènes de la vie quotidienne des milieux pauvres des villes. Elle est souvent confondue avec le « groupe des huit » (The Eight), des peintres réunis autour de Robert Henri (1865-1929). En 1910, ces derniers participent à une exposition d'artistes indépendants. Plusieurs de ces peintres sont aussi des dessinateurs de presse.
Maurice Prendergast (1858-1924) est un aquarelliste américain postimpressionniste. Il appartenait, sur le plan technique, à l'École d'Ash Can et était proche des nabis. Il développe dans ses toiles une vision naïve, simple et douce. George Wesley Bellows (Cliff Dwellers, 1913) met en scène la vie des immigrants à New York.
Charles Sheeler (1883-1965) et Charles Demuth (1883 - 1935) fondent le mouvement du précisionnisme au début des années 1920. Influencé par le cubisme (le cubisme orphique) et le futurisme, ce mouvement a pour autres représentants Elsie Driggs et Gerald Murphy. Une partie de l'œuvre de Georgia O'Keeffe, dont le mari Alfred Stieglitz fut aussi impliqué, peut aussi être associée à ce courant. Les thèmes des précisionnistes sont souvent des paysages industriels et urbains (cheminées d'usines, machines, bâtiments, châteaux d'eau) représentés de façon cubiste, parfois proches de l'abstraction, parfois réalistes. Ces représentations figuratives idéalisées sont généralement vides de toute présence humaine. Certaines œuvres (notamment The Figure 5 in Gold de Demuth) influenceront aussi bien plus tard le Pop Art. Le précisionnisme n'eut pas un grand retentissement en dehors des États-Unis.

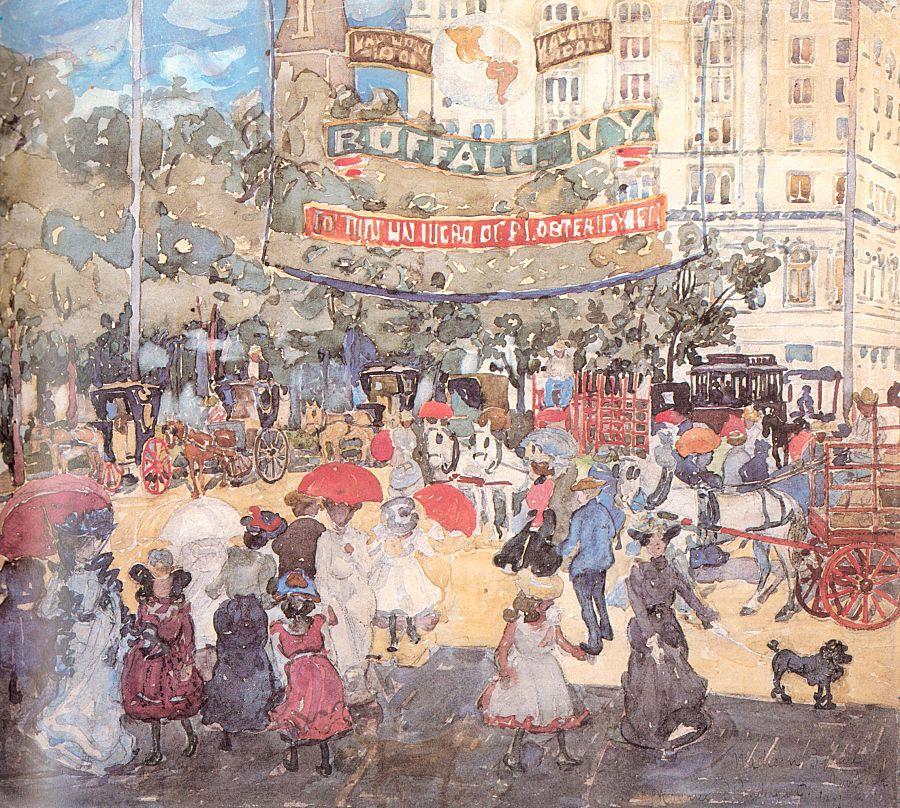
Maurice Prendergast, Madison Square, 1901
Robert Henri, Neige à New York, 1902, National Gallery of Art, Washington
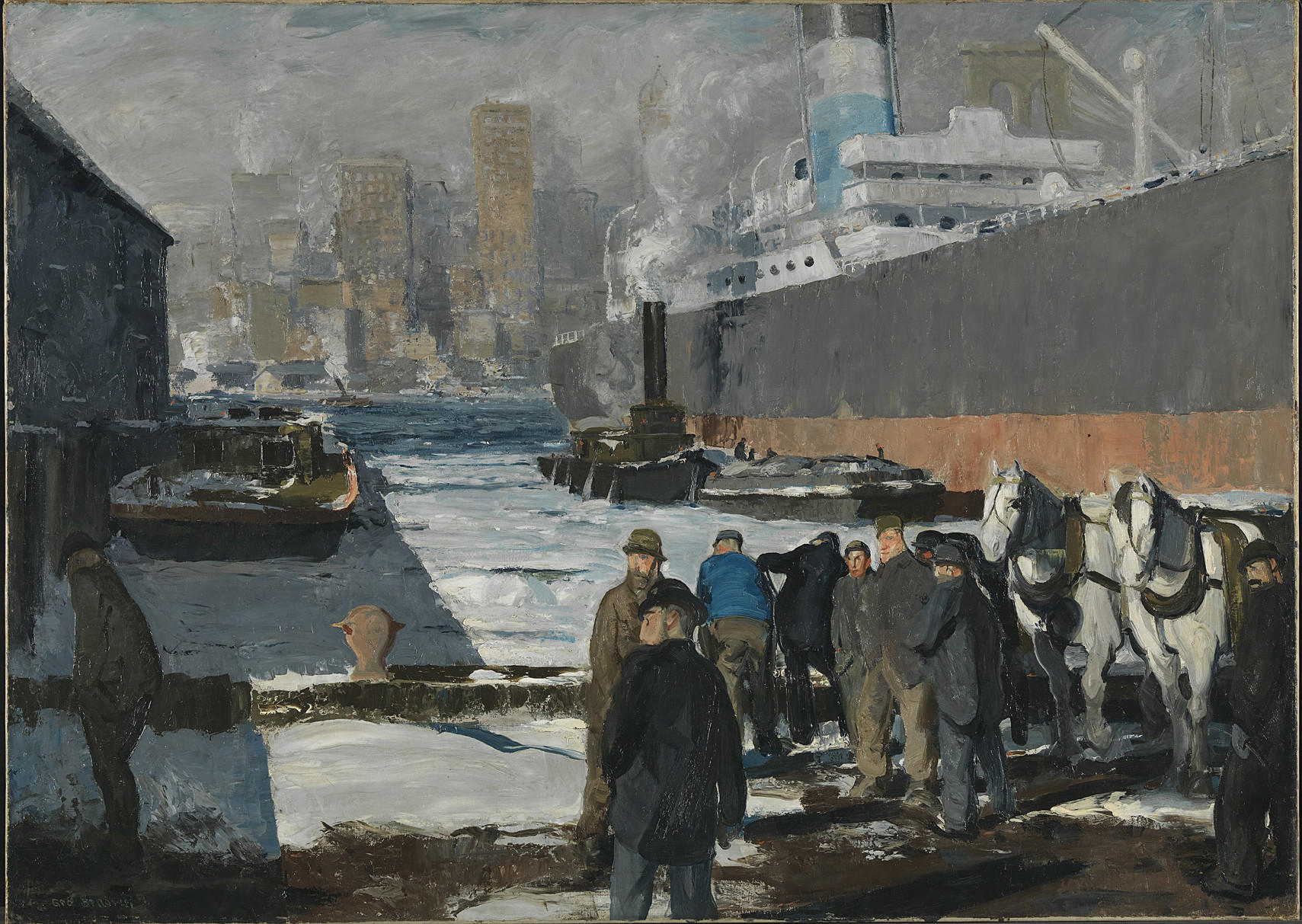
George W. Bellows, Men of the Docks, 1912
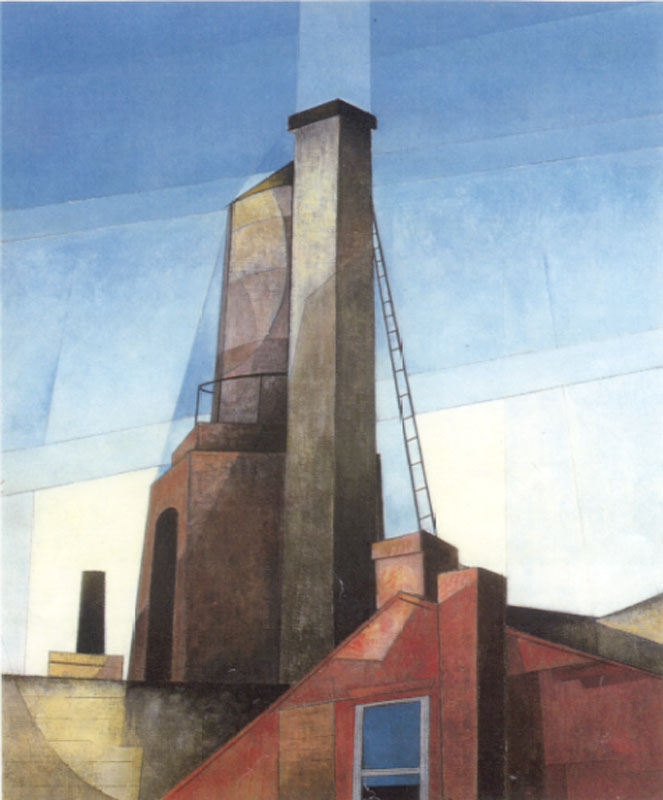
Charles Demuth, Aucassin and Nicolette (1921)

### Modernisme

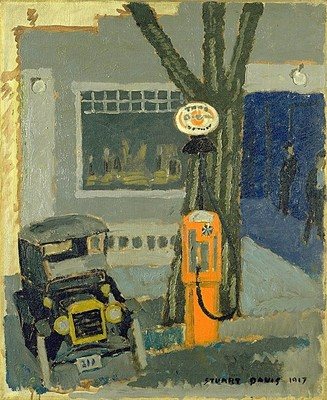
Stuart Davis, Garage No. 1, 1917

C'est l'Armory Show de 1913, une exposition d’art moderne à New York qui fit connaître l'avant-garde européenne sur la côte est. Elle réunit 25 artistes américains, dont le but était de traduire l'art européen en langage américain. Les 1600 œuvres de l'Armory Show furent ensuite transportées à Boston et Chicago,. À la suite de cette exposition qui provoqua le scandale, se constituèrent les premières collections d'art moderne, par exemple par le docteur Barnes. Le photographe Alfred Stieglitz exposa des peintures modernes dans la galerie 291. Le MoMa fut fondée en 1929.
Plusieurs artistes américains modernes furent influencés par le cubisme et le futurisme, parfois en combinant les deux mouvements, en un courant spécifiquement américain appelé le précisionnisme : Joseph Stella (1877-1946), Max Weber (1881-1961) et Marsden Hartley (1877-1943). Stuart Davis (1894-1964) transposa les paysages de la Nouvelle-Angleterre ou objets de la vie quotidienne dans le style moderne. Sa représentation de motifs ou de thèmes liés à la vie quotidienne tels que des paquets de cigarettes font de Stuart Davis, tout comme Charles Demuth, un annonciateur du Pop Art. D'autres firent évoluer leur travail vers l'abstraction : John Marin (1870-1953) est connu pour ses paysages et ses aquarelles. Stanton Macdonald-Wright (1890-1973) fonde avec Morgan Russell (1886-1953) le synchromisme, un mouvement pictural abstrait né sur le sol américain. Thomas Hart Benton, Andrew Dasburg, Patrick Henry Bruce et Albert Henry Krehbiel (en) explorèrent cette nouvelle voie. Pour Arthur Dove (1880-1946), les images expriment des sons.
Enfin, l'influence de Marcel Duchamp fut essentielle dans l'évolution de la peinture américaine. Il fit connaître le dadaïsme dès 1915 à New York,. En 1913, son Nu descendant un escalier provoqua le scandale. À New York, il entretint des liens avec Man Ray, Alfred Stieglitz et Francis Picabia avec qui il fonda la revue 291. Il fut naturalisé américain en 1955. L'art abstrait progresse avec la fondation de l'Association des Artistes Abstraits Américains en 1936.

### La peinture de la Grande Dépression: régionalisme et réalisme social

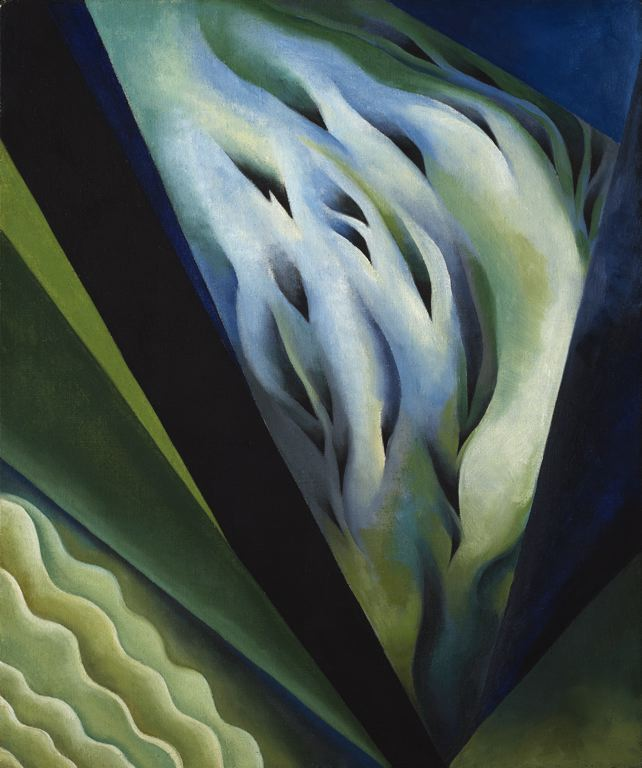
Georgia O'Keeffe, Blue and Green Music, 1921.

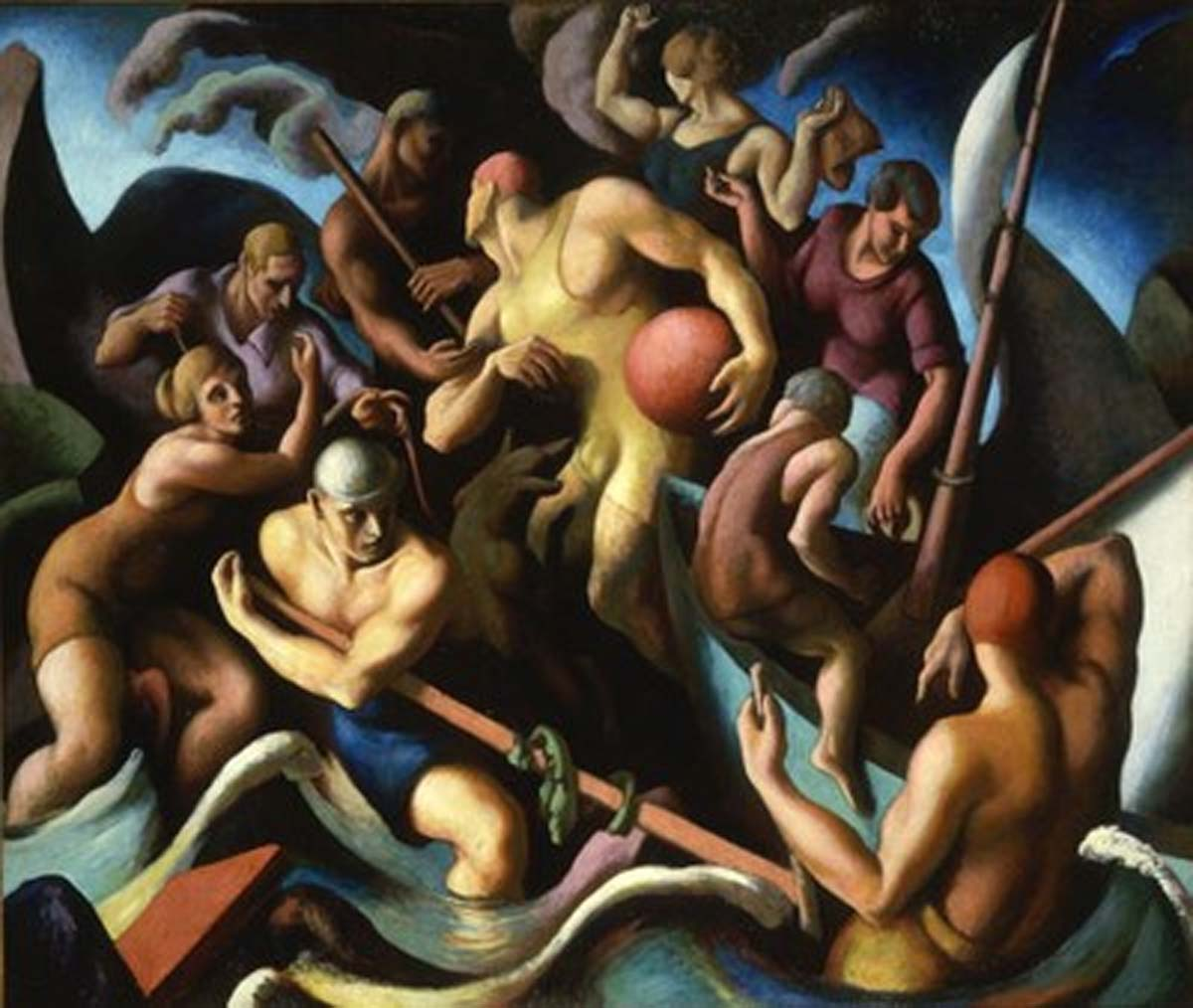
Thomas Hart Benton, People of Chilmark (Figure composition), 1920.

La période de la Grande Dépression voit le succès du réalisme. Edward Hopper illustre la solitude dans des paysages urbains. Peintre de la société américaine, il produit des images totalement reconstruites et intègre dans son œuvre les techniques de la photographie et du cinéma (cadrage, décor).
La Grande Dépression provoque un chômage massif parmi les artistes des années 1930. Le New Deal mis en place par le président Franklin D. Roosevelt comporte un volet culturel visant à aider les artistes en difficulté. La Public Work of Art Project donne du travail à plusieurs milliers d'artistes. Elle ne dure que cinq mois. La Works Projects Administration (1935) met en route de nombreux projets dans le domaine des arts et de la littérature, en particulier les cinq programmes du fameux Federal One. La WPA permit la réalisation de 1 566 peintures nouvelles, 17 744 sculptures, 108 099 peintures à l’huile et de développer l'enseignement artistique. Elle donnait des subventions quel que soit le sujet de l'œuvre. À la fin du New Deal, le bilan est mitigé : si les artistes américains ont été soutenus par des fonds publics et ont acquis une reconnaissance nationale, cette politique culturelle est interrompue par la Seconde Guerre mondiale et la mort de Roosevelt. La WPA favorisa le sentiment communautaire chez les artistes américains. Les principaux peintres de cette période sont Thomas Hart Benton, John Steuart Curry, Grant Wood, Ben Shahn, Joseph Stella, Reginald Marsh, Isaac Soyer (en), Raphael Soyer, Jack Levine.
Les œuvres des années 1930 s'intéressent aux problèmes sociaux et au sort des plus démunis. La réalisme social (Social Realism ou American Scene Painting) se développa durant cette période avec des artistes comme Ben Shahn (1898 - 1969). Il se fit connaître par ses tempera en faveur des anarchistes Sacco et Vanzetti réalisées en 1932. Réalisme social et activisme de gauche sont caractéristiques de son œuvre et de sa pensée politique. Jacob Lawrence (1917-2000) s'intéresse au sort des Afro-Américains.
Le régionalisme désigne un mouvement figuratif américain formé en réaction contre l'internationalisme de l'art abstrait. Il évoque les thèmes de la vie quotidienne de la ferme ou de la petite ville américaine. American Gothic de Grant Wood (1930, Art Institute of Chicago) en est l'œuvre la plus célèbre et reflète les valeurs du Midwest. La toile est devenue une icône de la nation américaine. La raideur de ses portraits n'est pas sans rappeler l'esthétique des primitifs allemands de la fin du Moyen Âge. On rattache aussi son œuvre au réalisme magique qui décrit précisément le réel tout en introduisant des objets ou des situations insolites. Thomas Hart Benton (1889-1975) est connu pour son style fluide et ses toiles représentant des scènes de la vie quotidienne du Midwest. Il part pour Paris en 1909 afin de parfaire sa formation artistique à l'Académie Julian. À Paris, Benton rencontre d'autres artistes nord-américains tels que Diego Rivera et Stanton Macdonald-Wright. Il revient à New York en 1913 et continue à peindre. En 1935, il part enseigner au Kansas City Art Institute à Kansas City. Là, il peint des scènes rurales et agricoles. Benton fut aussi l'un des enseignants du célèbre peintre Jackson Pollock au sein de la Art Students League de New York dans les années 1930.
Pendant la Grande dépression des années 1930, le régionalisme domina dans les programmes d’aide sociale. Il donna lieu à la décoration murale des bâtiments publics. Par exemple, Georgia O'Keeffe (1887-1986) remporte en 1932 le concours pour peindre les murs du Radio City Hall à New York. Sa peinture confine parfois à l'abstraction. Elle choisit de s'exprimer sur de grandes surfaces, manifestant une certaine sensualité (fleurs) grâce à des lignes épurées.
Durant l'entre-deux-guerres, l'achèvement du Santa Fe Railroad permit aux artistes américains de découvrir et de s'installer dans le Sud-Ouest des États-Unis, notamment autour de Santa Fe et Taos. Des artistes comme Walter Ufer, Bert Geer Phillips, E. Irving Couse, William Henry Jackson, et Georgia O'Keeffe peignirent les Amérindiens et les paysages du sud-ouest.

## Le secondXXesiècle: maturité de la peinture américaine

### Expressionnisme abstrait
Les origines de l'expressionnisme abstrait font l'objet de controverse : s'agit-il d'un art spécifiquement américain, ou doit-il beaucoup aux avant-gardistes européens ? Pour
Anna Moszynska, il est « le premier et le plus célèbre mouvement d'art américain international ».
À partir de 1933, les États-Unis accueillent des artistes ayant fui l'Allemagne nazie : Hans Hofmann (1880-1966) est à l'origine de la technique du Push and Pull (« tiraillement »). Josef Albers (1888-1976) enseigna au Bauhaus de 1923 à 1933 avant de migrer aux États-Unis. Il est considéré comme un des initiateurs de l'art optique ou « Op art » et reprit les recherches de Paul Cézanne sur l'abstraction. Entre 1939 et 1942, Marc Chagall, Max Ernst, Fernand Léger, Piet Mondrian, Yves Tanguy, Roberto Matta, André Masson et André Breton émigrent à leur tour,. Entre 1940 et 1948, Salvador Dalí réside aux États-Unis où il connaît un grand succès commercial. En réalité, si l'on met de côté Matta, les artistes européens eurent peu de contact avec leurs homologues américains. Dès 1948, ces derniers avaient fondé leur voie propre. Après la guerre, New York devient le centre majeur de l'avant-garde. Les expressionnistes abstraits puisent leur inspiration et leur technique dans plusieurs sources. Ils sont marqués par les influences surréalistes : subconscient, écriture automatique, dripping. Ils furent aussi marqués par l’abstraction de Vassily Kandinsky, d'Arshile Gorky et de Hans Hofmann.
Après la Seconde Guerre mondiale, les conditions économiques, politiques et artistiques suscitent une nouvelle manière de peindre, de voir et de donner à voir aux États-Unis. Après des années de crise, l'économie américaine repart. Avec le début de la guerre froide, la peinture américaine représente pour le gouvernement une arme culturelle exportable. L'expressionnisme abstrait apparaît en 1948, au cours d'une exposition à New York, financée par des fonds publics. Cet art qui se voulait avant-gardiste, cosmopolite et apolitique fait se déplacer le cœur de l'art moderne de Paris à New York. Cependant, l'expressionnisme abstrait suscite des débats au sein de la classe politique américaine. Les Républicains attaquent violemment ce courant et l'accusent d'être communiste. Au Congrès, ils dénoncent en outre les financements fédéraux qui sont attribués aux peintres expressionnistes. Le début des années 1950 voit le renforcement de cette opposition à cause du maccarthisme, les artistes soupçonnés de sympathies communistes deviennent l'objet d'enquêtes (« chasse aux sorcières »). Pourtant, la période est aussi marquée par le soutien du MoMA de New York, lui-même financé par la fondation Rockefeller. En 1952, le musée organise même un programme international de diffusion mondiale de l'expressionnisme abstrait. L'exposition The New American Painting n'a pas d'autres buts.
L'expressionnisme abstrait s’impose avec une nouvelle génération d’artistes vivant à New York d'où le nom d'« école de New York ». Il se caractérise par des toiles immenses, souvent entièrement peintes (all-over), sans subdivisions : chaque coup de pinceau annule le précédent et le rapport de celui-ci avec la surface du fond. Procédé qui conduit à une répartition plus ou moins uniforme des éléments picturaux sur la totalité de la surface du tableau qui semble se prolonger au-delà des bords, éliminant ainsi le problème du champ. Il met en valeur la matière et la couleur utilisée comme matière. Il se divise en deux courants principaux : l'action painting et le Colorfield Painting.
Les peintres de l'action painting produisent de façon violente, avec des gestes rapides voire spontanés. Il est principalement incarné par Pollock, à partir de sa série de 1946 The sounds in the grass (Les sons dans l'herbe) et de la mise au point en 1947 de la technique du dripping, initiée dès 1943, De Kooning à partir de 1952 ou Franz Kline. Le dripping consiste à faire dégouliner de la peinture sur de grandes toiles disposées au sol ou au mur. Pollock employait des outils non conventionnels pour peindre (couteaux, truelle, bâton, seringue).
Le Colorfield Painting (« champs colorés ») désigne la peinture de Mark Rothko (1903-1970) depuis 1946 avec ses peintures « multiform », de Clyfford Still vers 1946 ou de Barnett Newman à partir de 1948. Rothko figure de larges bandes de couleurs pures dans de grands toiles qui invitent à la contemplation ou la méditation. Il voulait un art poignant et universel. Avec Barnett Newman, Clyfford Still et Ad Reinhardt, il devient l'un des artistes les plus représentatifs de la color field painting, qui est proche du minimalisme.
L'œuvre de Robert Rauschenberg (1925-2008) favorise le passage de l'expressionnisme abstrait au pop art avec ses combine paintings. Son approche fut parfois qualifiée de « Néo-Dada ». L'artiste américain refusait d'être rangé dans le courant du Pop Art, ainsi que dans l'expressionnisme abstrait. Dans les années 1950, il s’installa ensuite à New York où il exposa ses monochromes. Il fit la connaissance de Jasper Johns, qui travaillait dans un atelier situé dans le même immeuble sur Pearl Street. Puis il se lança dans les collages sur des toiles expressionnistes appelés « Combine Paintings ». Dans les années 1960, Rauschenberg explora l'emploi du métal comme support pour la peinture, l’émail et les images sérigraphiées. À partir de 1962, les peintures de Rauschenberg commencèrent à intégrer non plus seulement des objets trouvés, mais aussi des images - transférant des photographies sur des toiles au moyen de la sérigraphie. Ce procédé permet à Rauschenberg d'interroger le principe de la reproductibilité de l'œuvre et de ses conséquences.

### Pop Art

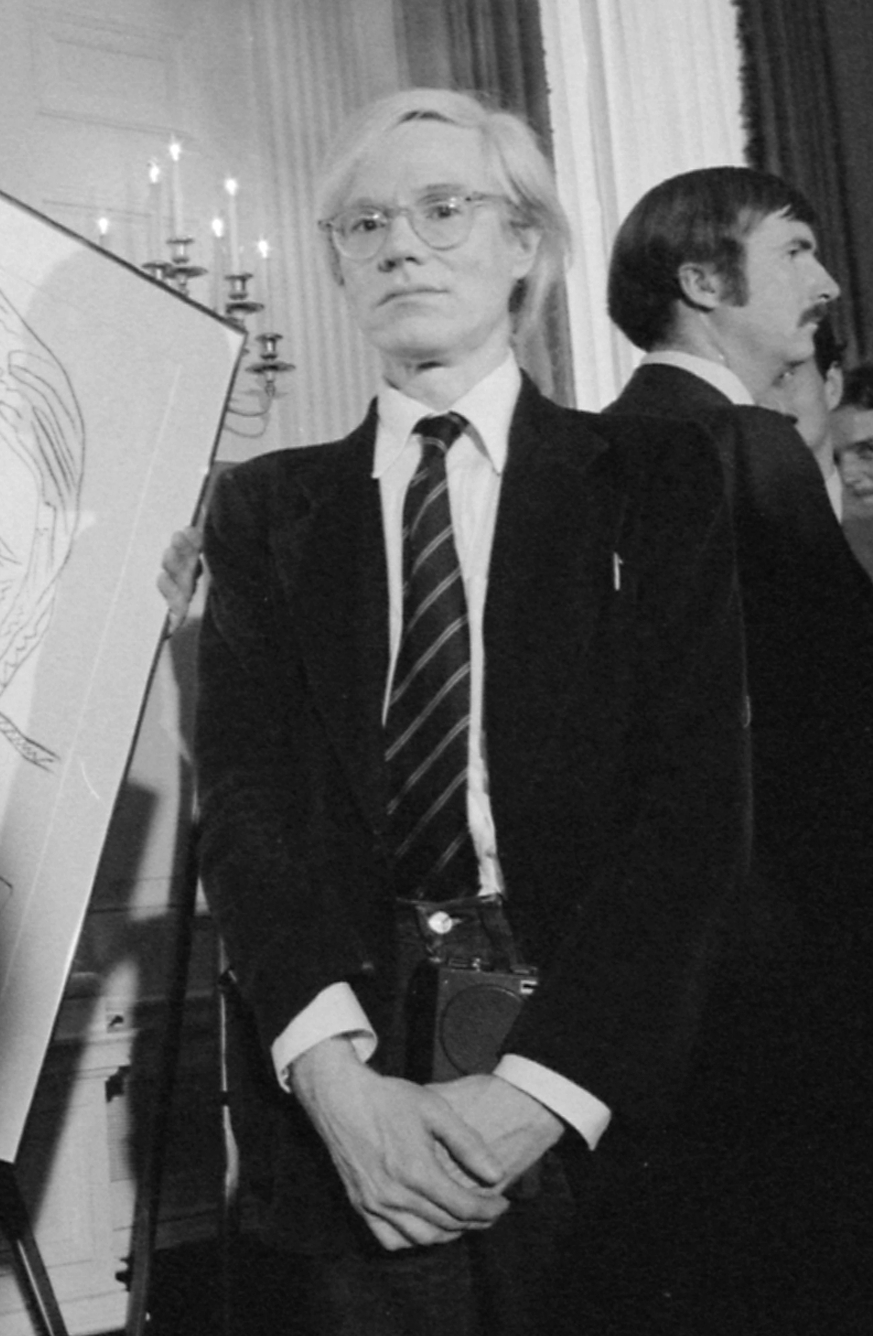
Photographie d'Andy Warhol en 1977

Le terme « pop art » (abréviation de « popular art » en anglais, ou « art populaire » en français) est né dans les années 1950 au Royaume-Uni et dans les années 1960 aux États-Unis, en réaction à l'expressionnisme abstrait jugé trop élitiste. Il puise ses origines dans le dadaïsme et dans l'œuvre de Marcel Duchamp, mais les prémices peuvent être trouvés dans des artistes américains tels que William Harnett et Charles Demuth (Number 5, 1928). Jasper Johns et Robert Rauschenberg sont considérés comme des précurseurs du pop art. Ce mouvement artistique s'intéresse à la société de consommation et aux déformations qu'elle engendre dans notre comportement au quotidien. C'est à partir de ce principe que les artistes américains mettent en évidence l'influence que peuvent avoir la publicité, les magazines, les bandes dessinées, les affiches et la télévision sur les décisions des consommateurs. L'accueil est très bon dès les débuts du mouvement, car le pop art est a priori simple et accessible ; il semble remettre en cause le matérialisme. Les procédés utilisés par les artistes étaient souvent des nouveaux produits qui sortaient tout juste de cette société de consommation : acrylique, sérigraphie, etc. Les couleurs sont souvent vives et décalées par rapport à la réalité. Au-delà de la peinture, le pop art a usé des techniques picturales qui n'étaient auparavant pas considérées comme proprement artistiques, mais industrielles. Ce mouvement a perturbé le monde artistique d'autres manières, par exemple à travers la remise en cause du principe d'unicité d'une œuvre d'art. Le pop art utilise des symboles populaires, qui marquent l'inconscient dès l'enfance dans un but de désacralisation de l'œuvre d'art qui auparavant était réservée à une élite et qui ne couvrait que des sujets dit « importants ». Il représente des objets de la société consommation et de la culture populaire modifiés par la couleur, le format, la répétition ou encore intégrés au tableau par des collages.
Andy Warhol (1928-1987) est considéré comme l'un des chefs de file du pop art. Il représenta des marques, des personnalités médiatiques (Marilyn Monroe (1962), Liz Taylor, Elvis Presley, Jackie Kennedy). Il reproduisait ses œuvres par centaines, parfois même par milliers, ce qui heurtait les idées classiques attribuant à une œuvre sa valeur du fait qu'elle est unique. Il utilisa la sérigraphie pour figurer des bouteilles de Coca-Cola, des portraits de Marilyn Monroe, des boîtes de soupe Campbell (Campbell's Soup Cans, 1962). Mais il réalisa aussi une série d'œuvres traitant de sujets plus dramatiques, comme les Chaises électriques, les Suicides et les Accidents de la route.
Les toiles de Roy Lichtenstein (1923-1997) s'inspirent fortement de la publicité et de l'imagerie populaire de son époque, ainsi que des « comics » (bandes-dessinées). Il décrira lui-même son style comme étant « aussi artificiel que possible ». Il mit en valeur des icônes symboliques de l'American Way of Life comme le hot-dog. Tom Wesselmann (né en 1937) se distingua par ses grands nus féminins (Great American nude) et ses natures mortes (Still life), réalisées à partir de collages d'images découpées dans des magazines et d'objets trouvés. L'érotisme est constamment présent dans la série de ses Grands nus américains, composés dans des formes planes et simplifiées. Wesselman en souligne fortement la bouche, les seins, les hanches et les cuisses, à la façon d'images publicitaires. L'environnement en est quelconque, salon ou chambre où apparaissent cependant aux murs des portraits de personnages historiques américains (George Washington et Abraham Lincoln dans les Still life nr. 3 et 28 de 1963) ou des tableaux, notamment de Paul Cézanne, Matisse, Mondrian, Motherwell. Jim Dine (né en 1935) refusait d'être assimilé au pop art bien qu'il aimât représenter des objets du quotidien. Souvent très colorées, ses toiles utilisent la technique du fondu (contours estompés) et des séries, avec une infinité de variations notamment dans les nuances chromatiques. Le motif du crâne, présent comme un rappel dans les toiles au milieu de nombreux objets banals et usuels du monde contemporain, renoue avec la tradition de la nature morte (A still life with a red pepper as October changes our valley, 1977). James Rosenquist (né en 1933) juxtapose des images sans rapport apparent, et ne respecte pas les rapports d'échelle entre les objets (I Love You with My Ford, 1961). Influencé par son métier de peintre publicitaire, sur de très grands formats, comme les affiches de Broadway, sa perception des choses changera et il peindra des tableaux monumentaux et très colorés, des « fragments de réalité ».

### Minimalisme

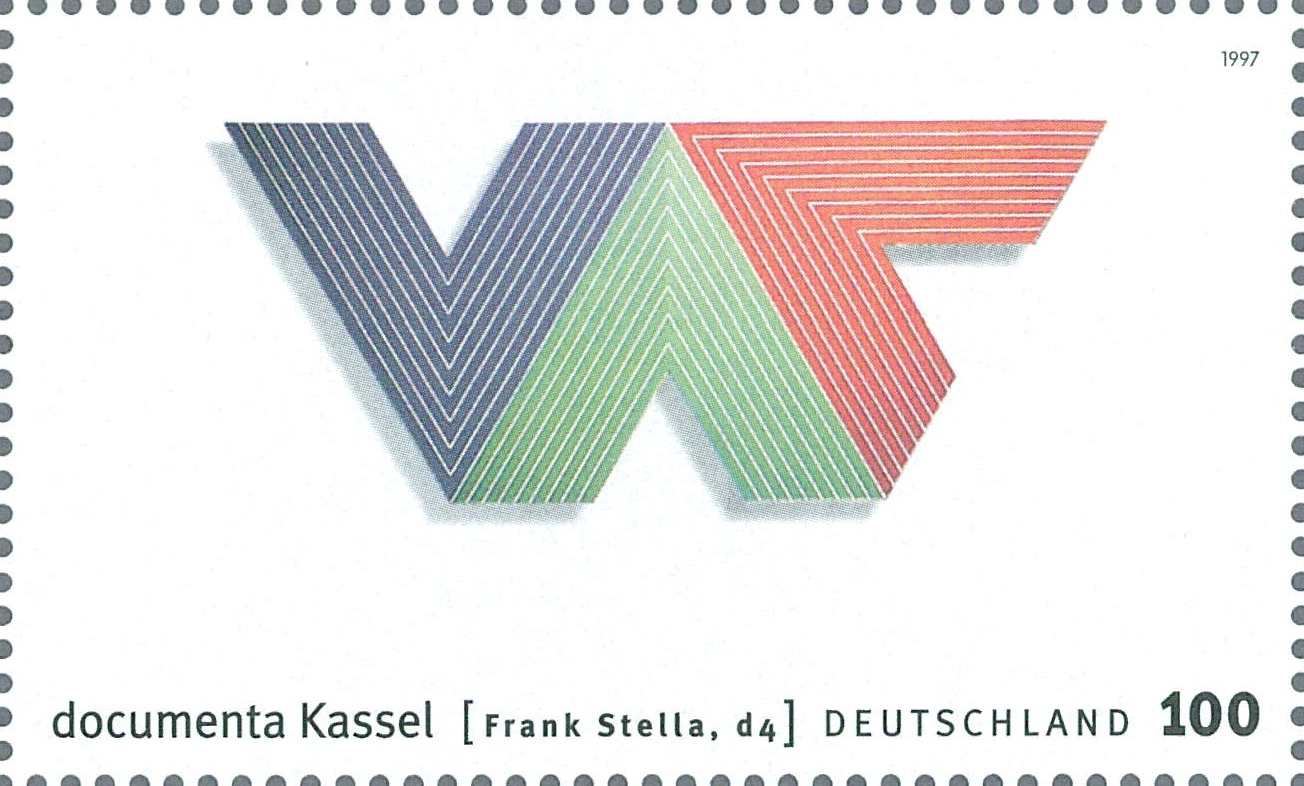
Timbre allemand représentant Quathlamba de Frank Stella

L'Art minimal est contemporain du Pop Art mais choisit l'abstraction, le dépouillement, l'économie de moyens et la pureté. Héritier en partie du constructivisme, ce style est un prolongement des recherches de Joseph Albers. Le minimalisme invite le spectateur à la méditation et se rapproche du zen. Il exprime les valeurs américaines fondamentales (le puritanisme des origines), de pragmatisme et de matérialisme dans une période de forte croissance économique. En réaction aux tableaux extrêmement colorés et aux objets quotidiens élevés au rang d'œuvres d'art par les artistes du Pop art, les œuvres minimalistes se composent généralement de deux ou trois couleurs et de formes basiques : ronds, carrés, lignes droites, etc. La simplicité est primordiale et il n'existe aucune représentation subjective derrière le minimalisme ; il est dénué de toute symbolique et ne cherche à jouer que sur les formes et les couleurs en évitant l'émotion au sens littéral du terme : un art dénué de tous sentiments subjectifs et objectifs.
Robert Ryman (né en 1930) s'illustre avec ses Charter series, des monochromes blancs ou noirs. Bien qu'il soit classé dans le mouvement du Minimalisme, l'artiste préfère être identifié comme un "réaliste" car il n'est pas intéressé par la création d'illusions, mais seulement par la présentation des matériaux qu'il a utilisés dans ses compositions. Durant toute sa vie, il n'a cessé d'expérimenter les différents supports et privilégia le support carré. Il laisse quelques espaces non peints dans les coins de la toile. Les autres peintres du minimalisme américain sont Ad Reinhardt (Ultimate Painting n° 6, 1960, Musée national d'Art moderne) et Frank Stella. Ce dernier est célèbre pour sa série de rapporteurs colorés et gigantesques (protactors). Sol LeWitt a produit des dessins simples tracés directement sur les murs du lieu d’exposition (Wall paintings). Mais le minimalisme inspira surtout des plasticiens et des sculpteurs (Robert Morris, Dan Flavin, Carl Andre, Sol LeWitt, Donald Judd qui peignit des monochromes sur d'autres supports que la toile).
Né dans les années 1960 à New York et à Londres, le conceptualisme séduisit des artistes américains comme Robert Barry, Douglas Huebler, Joseph Kosuth, Lawrence Weiner. Son objectif est d'attirer l’attention sur les idées. Le conceptualisme marque l'aboutissement du minimalisme.

### Pluralisme de la fin duXXesiècle
La peinture américaine des années 1970 et 1980 se caractérise par une grande variété de styles et de méthodes. L'école de New York connaît alors un déclin relatif. La période est notamment marquée par le retour en force de la figuration et du réalisme. À la suite de Milton Clark Avery (1885-1965), considéré par certains comme le « Matisse américain », on trouve des artistes comme Philip Pearlstein (nus), Alex Katz (paysages et portraits)
Jasper Johns (drapeaux, cibles), Larry Rivers (animaux, mariages, peinture d'histoire).
Dès la fin des années 1960 Chuck Close, Ralph Goings, Malcolm Morley, Audrey Flack, Don Eddy, Richard McLean, Richard Estes, Charles Bell, David Parrish s'essayent à l'hyperréalisme et produisent une peinture du quotidien proche du trompe-l'œil. Chuck Close (né en 1940) propose de gigantesques dessins de personnages patibulaires. Son premier tableau majeur, Big Nude, mesurait 3 mètres de haut sur 6,5 de large. S'il a d'abord visé à la reproduction photoréaliste des visages, il expérimente depuis un certain temps la pixellisation. Don Eddy et John Salt s'intéressent aux automobiles, alors que David Parrish représente des motos (Motorcycle, 1971). Richard Estes (né en 1936) se distingue par l'aspect baroque et volontairement virtuose de ses compositions, jouant sur les reflets de toutes sortes et la fragmentation géométrique de l'espace (vues de vitrines, de cabines téléphoniques, …). Les peintres new image tels que Jennifer Bartlett, Susan Rothenberg et Neil Jenney (en) font également renaître la figuration.
Le néo-expressionnisme est un style de peinture contemporain qui a émergé vers la fin des années 1970 et a dominé le marché de l'art jusqu'au milieu des années 1980. Inscrit dans le prolongement de l'abstraction lyrique américaine, il s'est développé en réaction contre l'art conceptuel et minimaliste des années 1970. Les peintres néo-expressionnistes sont revenus à la peinture d'objets et motifs reconnaissables, tels que le corps humain, en adoptant un style violemment émotif, en utilisant des couleurs vives et des harmonies de couleur. Ils utilisent aussi un dessin cru de style bande dessinée pour provoquer. Julian Schnabel, David Salle, Robert Longo et Eric Fischl appartiennent à cette tendance.
Le Bad Painting emprunte aux arts de la rue, (graffitis, pochoirs, affiches, …) et s'inspire de la sub-culture (punk, rock, rap, groupes afro-américains et hispano-américains, …) et parfois en est même issu. Volontairement sale, négligé et politiquement incorrect, mais parfaitement maîtrisé en ses volumes, ce style s'inscrit dans la lignée de la figuration libre et est tout aussi libéré, voir éclaté. Jean-Michel Basquiat, peintre new-yorkais d'origine haïtienne, qui produit des toiles perçues comme violentes (Red Face, 1981), Jonathan Borofsky, Buckley, Keith Haring, Arnulf Rainer en sont les principaux représentants.
Un critique d'art comme Edward Lucie-Smith n'hésite pas à inscrire certaines productions de plasticiens comme Jeff Koons (qui n'est pas seulement sculpteur) ou Eric Fischl dans la lignée du réalisme américain : on peut même parler ici d'un « néo-réalisme pictural », revisitant et questionnant les aspects complexes et souvent paradoxaux de la postmodernité.